# L'Estaque
« Estaque » redirige ici. Pour les autres significations, voir Estaque (homonymie).
Cet article possède un paronyme, voir L'Estaca.

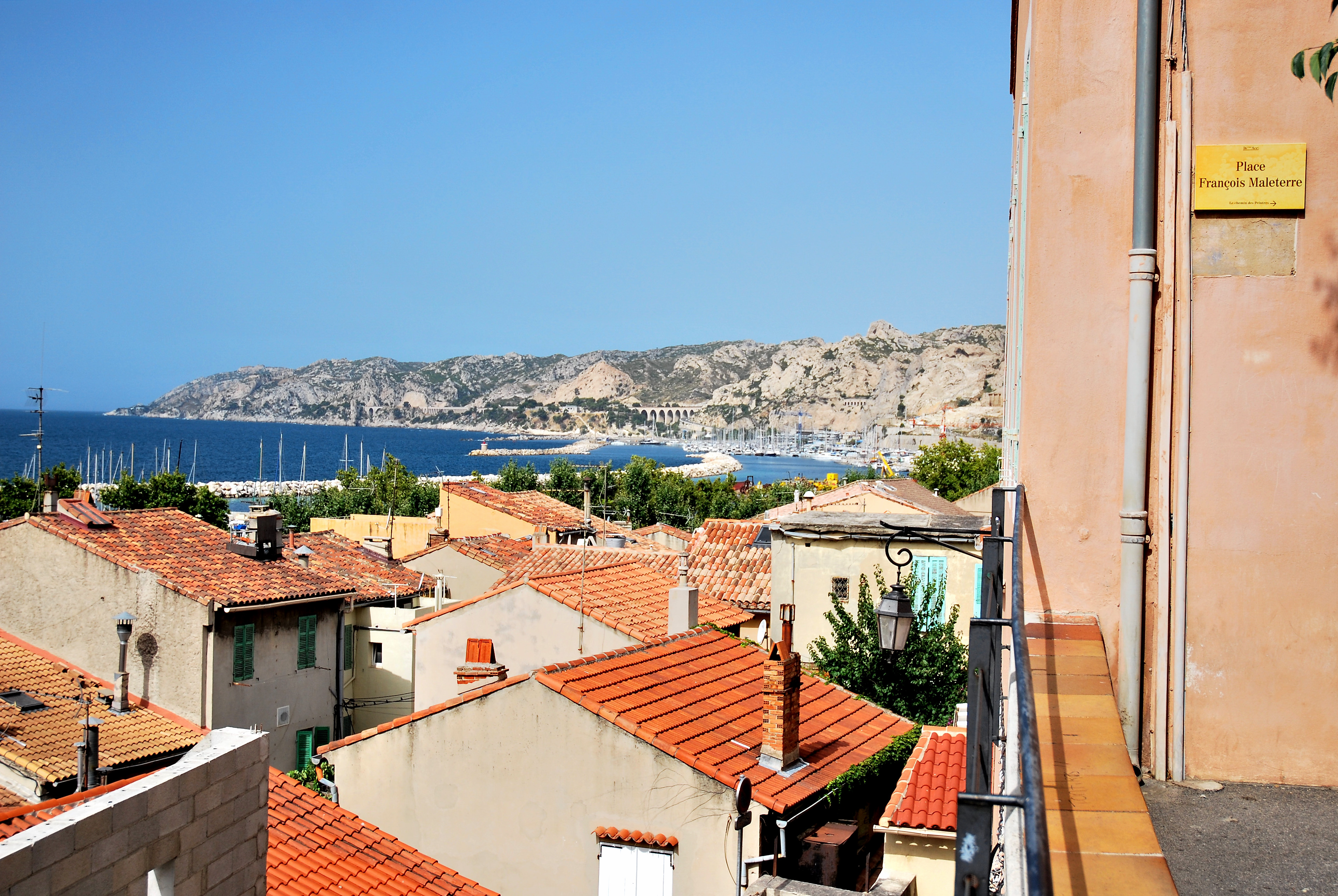
Vue depuis la place Maleterre

L'Estaque (en provençal [lesˈtakɔ] : L'Estaca en graphie classique, L'Estaco en norme mistralienne) est un quartier du 16e arrondissement de Marseille, au nord-ouest de la ville. Ses habitants sont les Estaquéens.
Ancien hameau isolé de pêcheurs et de fabricants de tuiles, L'Estaque devient à la fin du XIXe siècle un village d'ouvriers d'usine et une station balnéaire. Entre 1870 et 1914, ses paysages sont une source d'inspiration pour des peintres célèbres, tels que Paul Cézanne, Georges Braque, ou Auguste Renoir. À partir des années 1940, l'économie industrielle s'effondre et L'Estaque est touché par la crise économique et les problèmes d'urbanisme, comme l'illustrent des films de René Allio et plus récemment de Robert Guédiguian, avant d'importantes actions sociales et urbaines à partir des années 1990.
L'Estaque est aujourd'hui une zone résidentielle d'environ 6 000 habitants, réputée pour son ambiance de village.

## Géographie

### Situation et délimitations

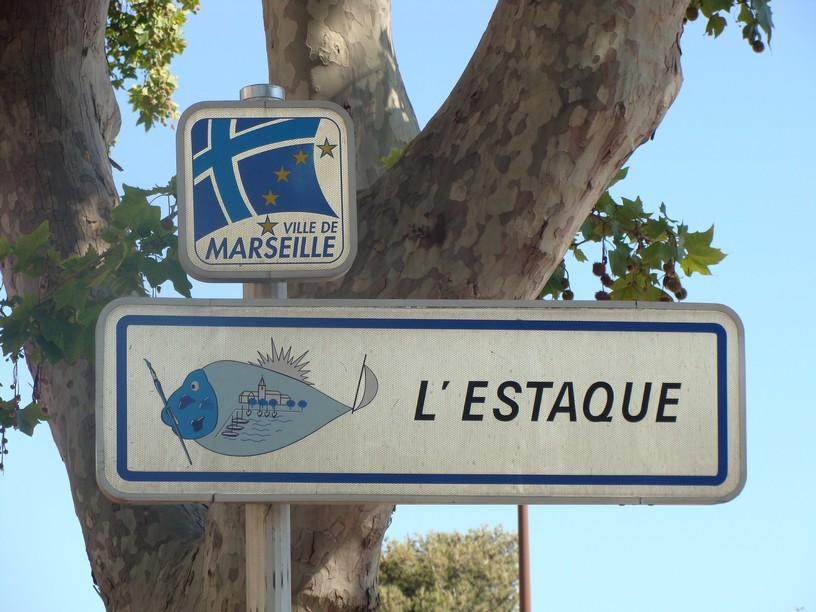
Panneau routier placé par la ville de Marseille à l'entrée du quartier.

Le quartier de L'Estaque est situé à l'extrême nord-ouest de Marseille, dans la partie des « Quartiers nord » de la ville, sur le littoral maritime, à environ 10 km du Vieux-Port. Le quartier est limitrophe de la commune des Pennes-Mirabeau au nord, du quartier Les Riaux ou de la commune du Rove au nord-ouest, et du quartier Saint-Henri à l'est.
L'Estaque est souvent divisé en « petit quartiers », à l'origine de petits hameaux ou écarts.
- Estaque-Église ou Estaque-Plage, le quartier historique des pêcheurs en bord de mer et la butte sur laquelle a été édifiée l'église.
- La Fontaine-aux-Tuiles, constitué d'habitats ouvriers sur les anciens terrains de tuileries (Sacoman)
- La Falaise, avec d'anciennes bastides et maisons bourgeoises construites sur un terrain pentu.
- Estaque-Gare, quartier s'étant développé au XIXe siècle autour de la gare de L'Estaque, comprenant également les habitats de l'ancien hameau du Château (Bovis).
- Le hameau de la Nerthe, située dans les collines, ancien site d'habitat médiéval, réoccupé à partir du XIXe siècle (usine de chaux et ciment) et surtout du XXe avec des cabanons d'ouvriers[3] ;
- Les Piches, dans les hauteurs de la colline.
- Le Marinier, éloigné de plusieurs kilomètres du centre de l'Estaque, situé dans des vallons au milieu du massif de la Nerthe, relié seulement par le chemin du Marinier. Il apparaît au XIXe siècle (four à chaux disparus) et au XXe siècle (petits bâtiments agricoles), puis entre 1920 et 1950 des lotissements ouvriers sont construits et une école (1930-1950)[4]
- Les Riaux, situé plus au nord de L'Estaque-Plage, créé à la fin du XIXe siècle par un lotissement ouvrier autour de quelques usines, un des 111 quartiers administratifs de Marseille (1946)
- Corbière, le long du littoral nord de L'Estaque, occupé aujourd'hui par des plages et des friches industrielles.

### Géologie et hydrographie

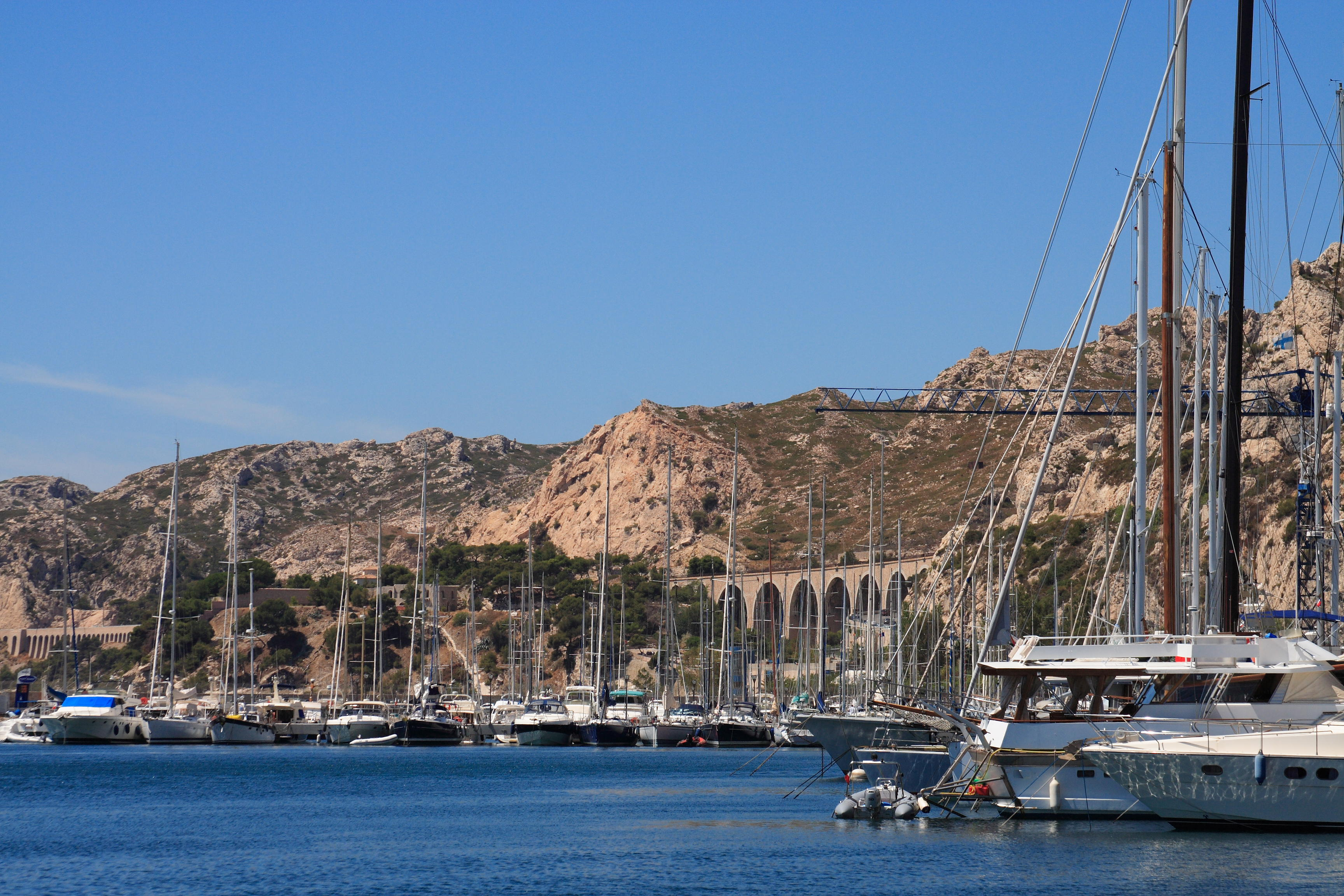
Vue sur les collines depuis le port de La Lave. Roche calcaire, garrigue clairsemée et pins.

Le terrain est constitué d'une plaine littorale (extrémité du bassin de Séon) et du piémont de collines calcaires (200 m. maximum), qui forment le début de la chaîne de l'Estaque (ou chaîne de la Nerthe) le long du littoral de la Côte Bleue (vers l'ouest).
La roche des collines est constituée de calcaire kimméridgien (fin du jurassique), formée par une sédimentation datant d'environ 150 millions d'années. Le sous-sol et les affleurements rocheux de la plaine littorale, plus récents, sont constitués de calcaire d'âge stampien (oligocène) recouvert d'une couche de brèche (conglomérat) de calcaire oligocène. Les failles et séquences de sédimentation révèlent que le site était en bordure d'un bassin lacustre (lac), il y a environ 30 millions d'années (Oligocène), soumis à des phénomènes tectoniques (basculement). Les fossiles de cette époque sont des characées (algues vertes) et des gastéropodes d’eau douce (potamides lamarckii).
Le quartier est traversé par quelques ruisseaux intermittents canalisés qui prennent leur source dans les collines, à l'exemple du ruisseau Marinier. L'état qualitatif et quantitatif des eaux souterraines est mal connu. La roche calcaire très fissurée et des phénomènes karstiques favorisent une rapide et profonde infiltration des eaux pluviales. De même, les eaux souterraines ne sont plus exploitées à notre époque. Si une étude de la Société des Eaux relevait 14 puits dans le quartier de L'Estaque en 1944, la plupart des sources et puits sont aujourd'hui taris, contaminés ou oubliés, à l'exemple de la source du quartier de la Fontaine-des-Tuiles.

## Faune et flore

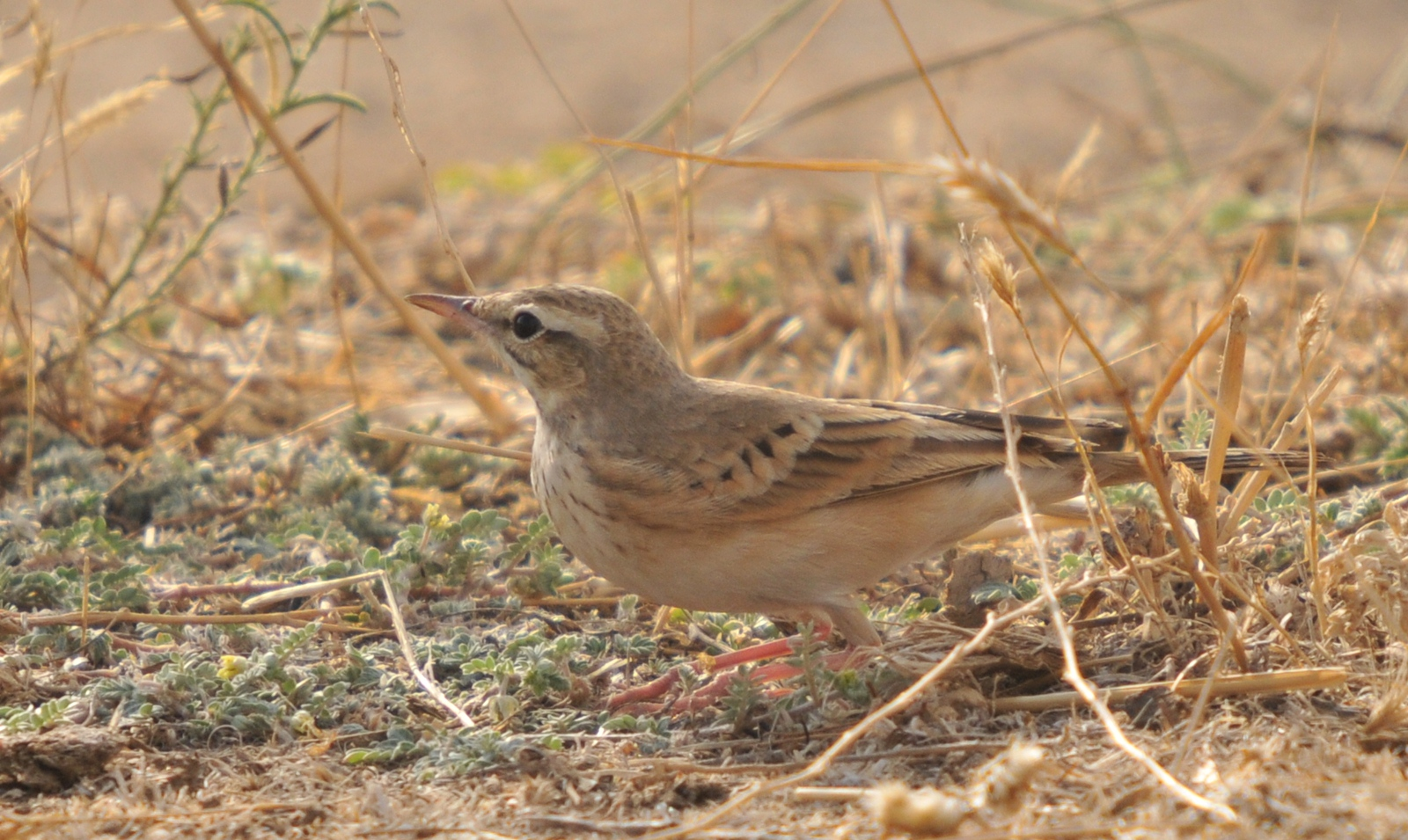
Un pipit rousseline.

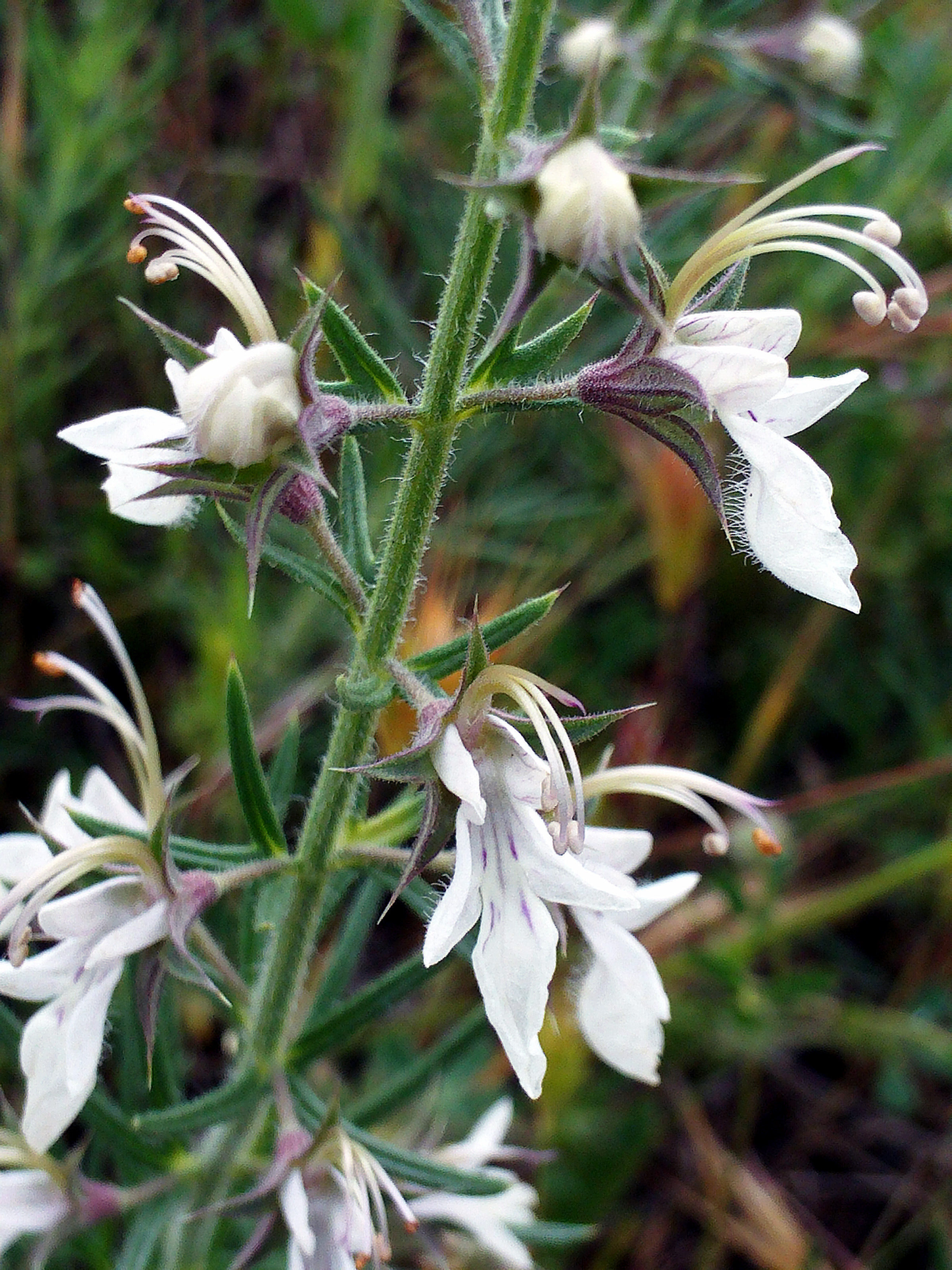
Germandrée à allure de Pin.

La végétation naturelle des collines de L'Estaque est constituée essentiellement de garrigues, puis de prairies de brachypode rameux. La flore de ce secteur a été inventoriée depuis plusieurs siècles par des naturalistes : par Leonhard Rauwolf dès 1573, puis par le Suédois Pehr Forsskål vers 1761 dont un ouvrage posthume répertorie la Florula Estaciensis (flore estaquéenne),. La végétation est clairsemée dans certaines zones arides en raison de la pente ou de l'absence de sol, plus dense et uniforme dans d'autres zones. Les anciens massifs de pins (pin d'Alep) ont été dégradés au XXe siècle par l'extension industrielle (carrières), les feux de forêt et le surpâturage des chèvres. Les espèces de cette végétation semi-désertique sont des arbustes (chêne kermès, romarin, argelàs, genévrier...) et des plantes herbacées méditerranéennes (hélianthème à feuilles de lavande, thym, crocus, myrte). Les collines entre L'Estaque et le massif de l'Étoile font partie des rares sites en France où l'on trouve la germandrée à allure de Pin (Teucrium pseudochamaepitys).
En raison de la végétation clairsemée et de la pollution agricole (pesticides), la diversité des espèces animales est réduite. Parmi les espèces remarquables, seule la présence du pipit rousseline, passereau couleur sable, est signalée sur les hauteurs de L'Estaque. Mais d'autres espèces d'intérêt patrimonial ont été répertoriées dans les collines voisines du massif de la Nerthe, essentiellement des animaux vivant en milieu ouvert ou rocheux : aigle de Bonelli, traquet oreillard, faucon pèlerin, martinet pâle, lézard ocellé, etc.

## Climat
Le quartier partage le climat méditerranéen de la ville de Marseille. Il existe néanmoins des disparités de température et de précipitations entre les quartiers situés sur le littoral et d'autres quartiers éloignés de plusieurs kilomètres de la mer et situés sur les contreforts de massifs.
Par les reliefs de la chaîne de collines, L'Estaque est notamment abrité du mistral, vent fréquent et souvent violent en Provence et, partiellement, du vent d'est. Le quartier profite également des effets climatiques de bord de mer (effet modérateur sur les températures, humidité, vent thermique). Selon la Municipalité, le jardin de Corbière situé sur un flanc de colline orientée au sud-ouest bénéficierait ainsi « d'un microclimat et d’une température clémente, même en plein hiver » propice à une flore méditerranéenne (pin parasol, arbre de Judée, eucalyptus) et même une flore subtropicale (agaves, bougainvillées, palmiers).

## Transports

### Réseau routier
Le bas de L'Estaque est traversé par la route départementale 568 (ancienne route du Littoral) qui aboutit vers le nord au quartier des Riaux et à la commune du Rove et vers le sud à l'autoroute A55 et au centre-ville de Marseille.

### Transports en commun
L'Estaque est desservi par la Régie des transports métropolitains grâce aux lignes de bus 35 (La Joliette ↔ Estaque Riaux ou Plage de Corbière), 36 (Métro Bougainville ↔ La Nerthe), 95 (Estaque Port ↔ Rochers de l'Estaque) et 96 (Estaque Gare ↔ Hôpital Nord).
Sur le réseau Transmétropole, la ligne C7 des bus de la Côte Bleue assure une desserte entre L'Estaque, Le Rove et Niolon.

### Réseau ferré
La gare de L'Estaque est commune aux lignes de Marseille à Avignon via Rognac et Marseille à Miramas via la Côte Bleue. Elle est desservie par les TER Provence-Alpes-Côte d'Azur.

### Réseau maritime
Le port de L'Estaque est situé à l'extrémité nord des bassins du port de Marseille (formes de radoub et avant-port nord). C'est un port de plaisance d'environ 1500 places, géré par plusieurs clubs nautiques (SNEM, CAM, SNE et l'ancien syndicat de pêcheurs professionnels « Les Pescadous de L'Estaque ») ainsi que par le Grand port maritime (pour environ 150 places). Le port est équipé d'un slipway et de grues  (3-6 T). Il accepte des bateaux avec un faible tirant d'eau (2-3 m.). Seul le petit « quai des pêcheurs » est accessible au public. L'approche maritime se fait par la passe nord « du Phare de L'Estaque » (feu scintillant rouge) ; la passe sud dite « des Chalutiers » est réservée à l'accès au port de pêche de Saumaty.
Un peu plus au nord-ouest, le long de la route de la Plage, se situe une cale de mise à l'eau en libre accès (quai de la Lave), suivie du port de plaisance de Corbière. Celui-ci compte une centaine de places à flot, des places à terre (port à sec), des ateliers de réparation et une pompe à carburant. L'approche se fait par une passe entre les digues (feu à éclats 4s. rouge).
L'Estaque est également desservi de mars à octobre par la navette maritime qui fait la liaison vers le Vieux-Port.

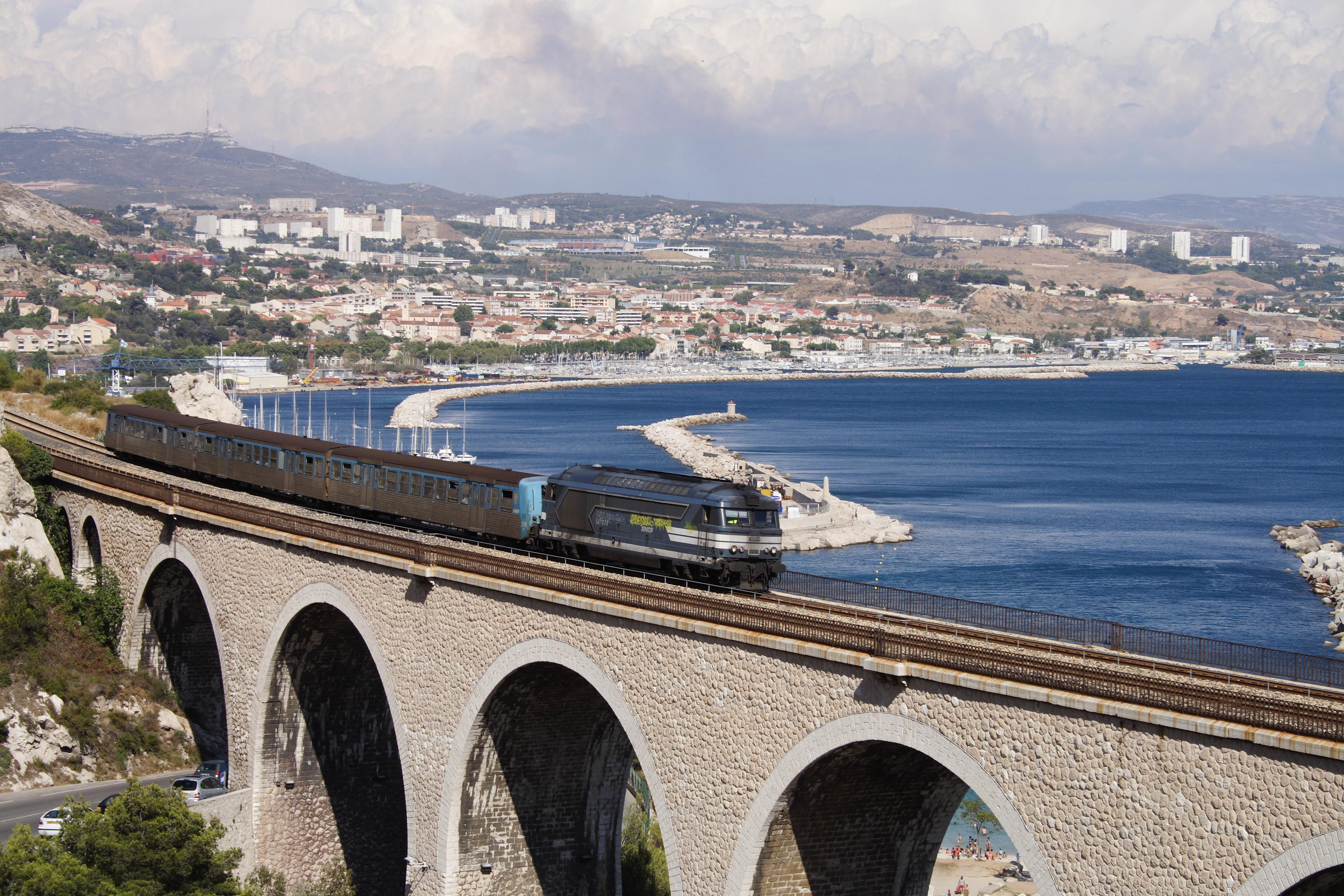
Viaduc de Corbière sur la ligne de la Côte Bleue.
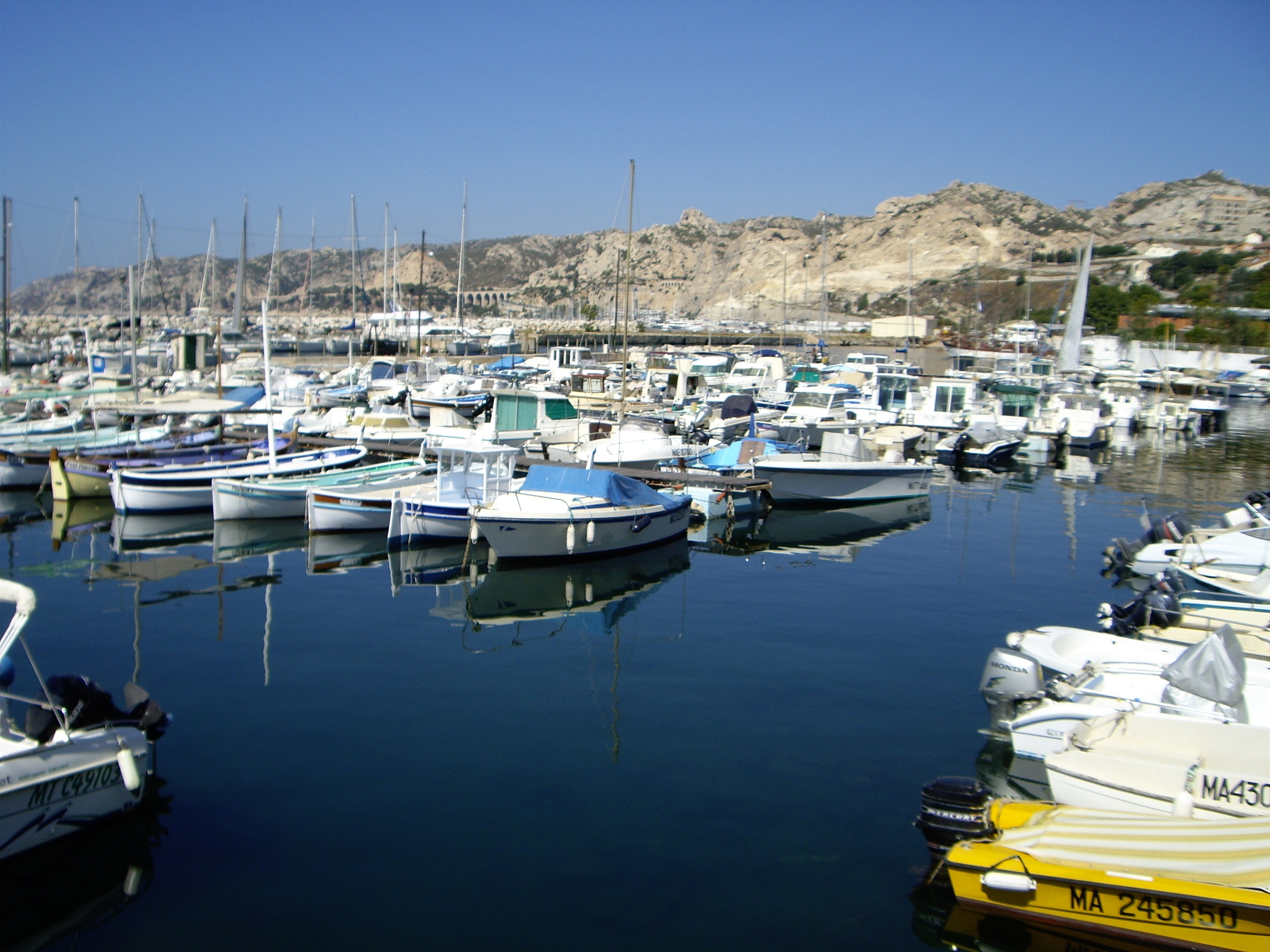
Pontons du port.
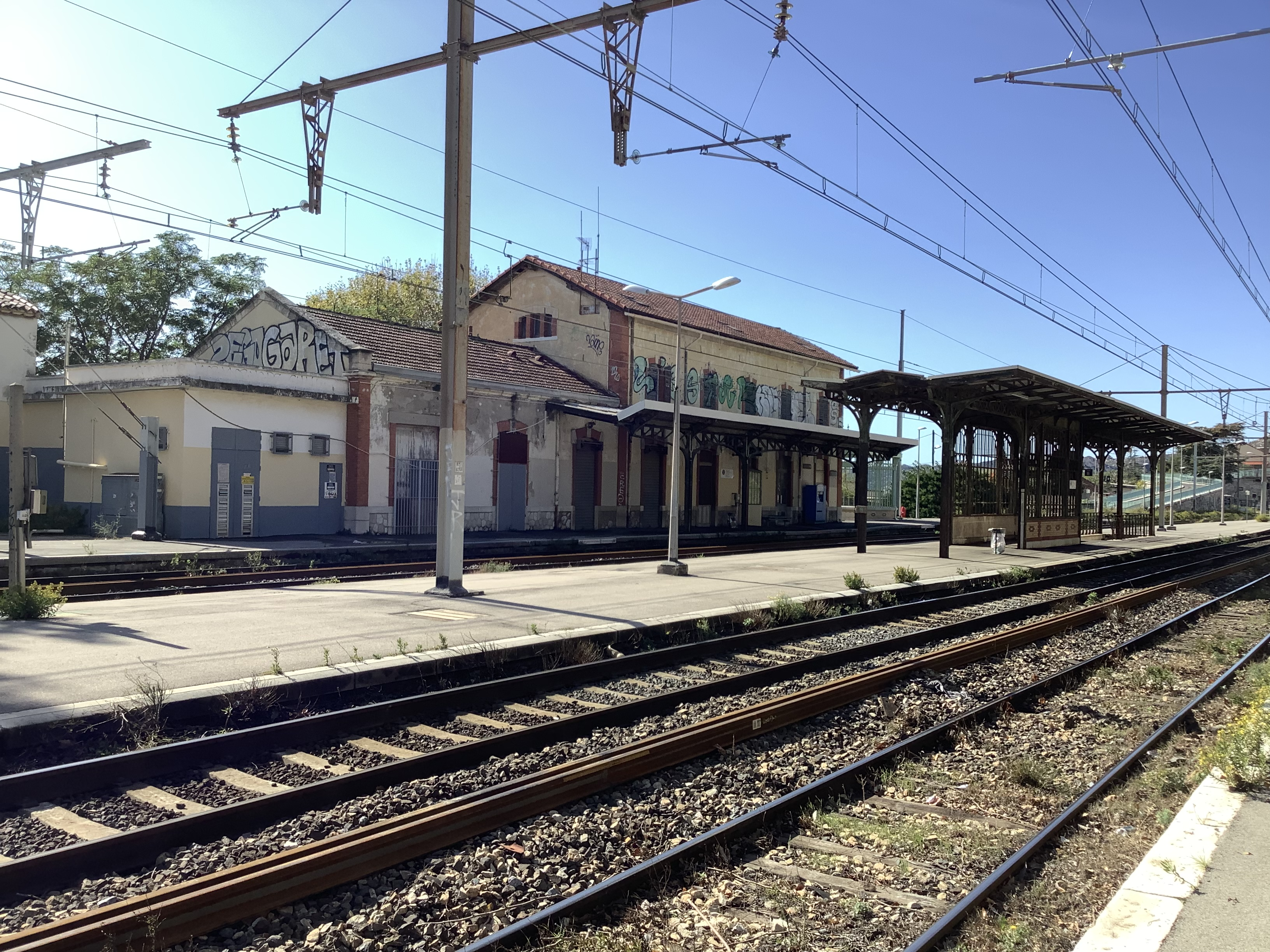
La gare de l'Estaque.

## Urbanisme

### Morphologie urbaine
« Vu de la voie ferrée, le village de L'Estaque paraît fort en désordre [...] Le jour où l'on voudra percer des rues et prescrire des alignements l'embarras des architectes sera grand. » — Alfred Saurel, 1878
L'extension urbaine débutée vers 1820 s'est faite longtemps sans concertation, selon des initiatives privées et les contraintes d'un terrain dénivelé et parfois escarpé (ruelles et impasses, escaliers). L'environnement urbain est de plusieurs types : des habitats denses alignés le long des rues constitués d'anciennes maisons bourgeoises et d'anciens immeubles (Estaque-Plage), des résidences individuelles (pavillons, bastides) entourées de jardins ou parties boisées, des lotissements ouvriers du XIXe et XXe siècles (Riaux, Fontaine-des-Tuiles) situés parfois sur d'anciens terrains d'usine et des friches industrielles parfois réaménagées en zone résidentielle ou zone industrielle (bureaux).
Contrairement à son appellation, le littoral de la route de la Plage ou de L'Estaque-Plage n'est plus constitué d'une plage ; le bord de mer est aujourd'hui occupé par des ports de plaisance clôturés, des jetées bétonnées et l'ancien petit port de pêche de L'Estaque. Les plages du Fortin et de la Lave (5 200 m2) ont été récemment aménagées à la sortie de L'Estaque, construites sur la mer avec des enrochements artificiels et un môle bétonné, sous la falaise de la route de Martigues, au lieu-dit de Corbière.

### Logement
Les logements à L'Estaque correspondent majoritairement à des logements privés et individuels, dans un état parfois dégradé (bâtiments datant majoritairement d'avant 1948).
En 1999, L'Estaque comptait 2753 logements, dont 23 résidences secondaires et 98 logements vacants. 39 % des habitants étaient locataires. 44 % des logements sont situés dans un immeuble collectif. 45 % des logements comptaient au moins 4 pièces

### Les courées
« Habitat ouvrier non programmé » selon Marcel Roncayolo, la courée est apparue en périphérie du centre de Marseille, surtout au nord, dans les quartiers nés de l’industrialisation (L'Estaque, Les Riaux…), entre 1895 à 1930, période d’intense développement et de large appel de main d’œuvre qui a pris fin au lendemain de la crise de 1929. Dans un contexte de spéculation, d’insalubrité et de précarité sociale, les Italiens qui refusaient les cités ouvrières patronales ont fréquemment pris en charge l’édification de leurs logements. C’est pourquoi, la courée est longtemps apparue comme un habitat principalement construit par et pour les ouvriers immigrés italiens. Ils ont pris leur modèle de référence dans le répertoire de formes de leur pays d’origine. Le mot courée dérive du bas latin cortis qui désigne la cour de ferme associé à la villa romaine dans le domaine rural antique (corte).
Du modèle italien, la courée marseillaise reprend la morphologie - les bâtiments disposés autour d’une cour - le caractère social - la destination à une classe laborieuse. Elle s’inspire aussi largement des corrales espagnols et des maisons à coursives des Pyrénées.
Elle est constituée par des alignements de petits logements mitoyens (rez-de-chaussée ou un seul étage), adossés aux limites du foncier, desservis par des escaliers extérieurs et des coursives et disposés autour d’une cour d’usage et de statut juridique collectifs, parfois appelée "cours" ou "cour-chemin". Pour des raisons d’économie, les latrines et les lavoirs sont à usage collectif et placés dans la cour.
Cette forme d’habitat n’a pas eu la faveur du patronat car elle induisait un mode de vie particulier. En favorisant les rencontres et les conversations, en permettant des relations inter-familiales et l’entraide, elle contribuait au développement d’une conscience collective au sein du monde du travail.
Réhabilitée, la courée est devenue aujourd’hui une petite copropriété qui procure à ses habitants au revenu modéré une forme de convivialité et de tranquillité dont la majorité des citadins sont privés. La cour est restée l’élément central même si son usage social a évolué vers la détente et les loisirs : les équipements autrefois mis en commun sont désormais désaffectés. Les habitants font souvent référence à une manière d’habiter spécifique où la notion de collectif et les relations de voisinage sont ressenties plus fortement qu’ailleurs. Dans la courée, « on n’est ni chez l’un ni chez l’autre, on est ensemble ».

## Toponymie
La première mention du hameau dans un document historique apparaît dans un acte du 30 novembre 1294 (archives de la Major). Au XVIIIe, le hameau était parfois orthographié « Lestac » ou bien « Lestaque », à l'exemple des cartes du chevalier de Soissons ou de Cassini.
Le nom provient du mot occitan estaca (selon la norme classique ou estaco selon la graphie mistralienne) qui signifie « lien, attache » nécessaire pour maintenir un bateau, que ce soit à quai ou en rade.
Or, le site de l'estaque était initialement en contrehaut d'une plage. Pour pouvoir maintenir les bateaux et les barques, soit il fallait les tirer au sec, soit il fallait les amarrer. Pendant la saison de pèche, l'amarrage était de mise, il fallait donc s'assurer d'au moins un point fixe. Initialement, il s'agit de pieux fichés sur la rive ou dans l'eau. Avec le development du site, cette technique évolua pour laisser la place à un ponton, dont la forme  fut renforcée en une jetée ou un appontement - en français moderne une estacade - rendu nécessaire non seulement pour attacher les bateaux mais encore pour servir de rempart contre les vagues, les jours de gros temps, surtout en cas de Tramontane.
C'est ainsi que le site, et plus tard le quartier, prit le nom provençal d'Estaca ou Estaco, en français moderne, l'Estaque.

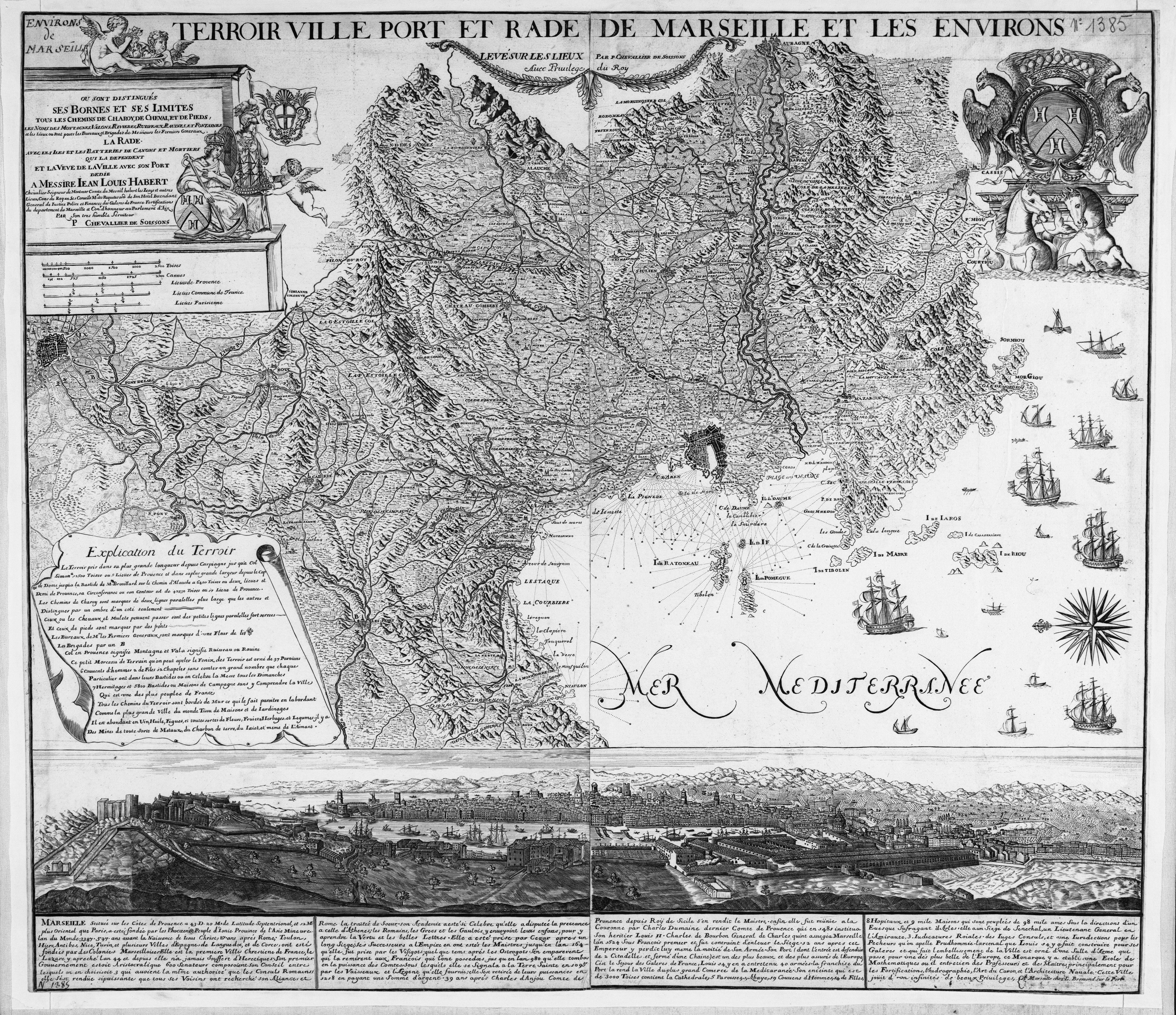
Lestac sur une carte de 1700-1720.
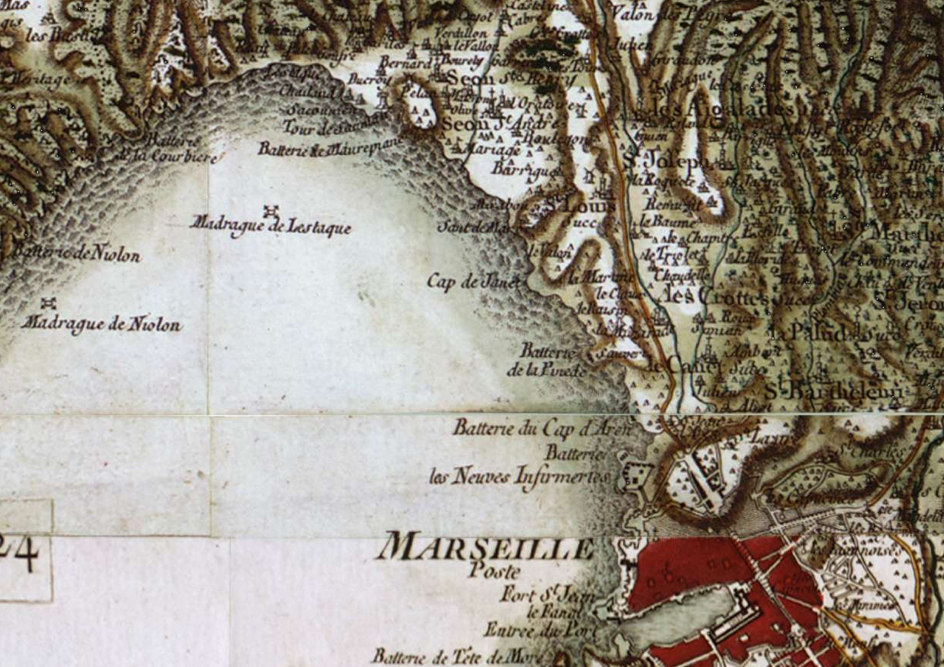
Lestaque sur la Carte de Cassini, XVIIIe siècle.

## Histoire

### Préhistoire
Les falaises et grottes de L'Estaque étaient occupées par l'être humain durant la préhistoire, autour du lit de rivières, « les riaux », comme en témoignent les vestiges retrouvés au XIXe et XXe siècles dans deux grottes voisines baptisées Riaux 1 et Riaux 2, situées à environ 60 mètres d'altitude. Ces sites archéologiques ont depuis été détruits par l'extension urbaine.
Quelques traces d'activité humaine datant du Paléolithique (plus exactement du Magdalénien, soit entre 17 000 et 10 000 ans av. J.-C.) ont été retrouvées. Elles correspondent à une période dite de chasse et cueillette. Des archéologues, dont Max Escalon de Fonton, ont découvert des silex taillés (lames, grattoirs), des ossements d'animaux (bouquetins, lynx, ours, loup), un collier en coquillages perforés.
D'autres vestiges datant du néolithique (période d'agriculture et élevage) ont été retrouvés par Escalon de Fonton dans les mêmes grottes durant les années 1940 : une céramique décorée (datée de -6 000) ainsi que la sépulture d'un adolescent en position repliée.
Un peu plus loin, dans la grotte Crispine des collines du quartier Les Riaux furent retrouvés « des galets perforés, un très grand foyer, des poteries mésolithiques en terre noire, des petits grattoirs et de nombreux coprolithes de canidés (excréments fossiles) ».

### Antiquité
Durant l'Antiquité, la côte de L'Estaque était probablement un lieu d'embarquement pour les vins de la vallée de Séon, connus des Romains et Grecs d'après les récits anciens. Aucun document ou vestige ne permet de confirmer l'occupation du site de L'Estaque durant l'Antiquité. On sait néanmoins que les rivages de la région furent occupés par différents peuples : des Ligures, des Grecs dès le VIIIe – VIIe siècle av. J.-C. (Rhodiens, Doriens puis Phocéens), puis des Romains (dès -122) et Gallo-romains.
À proximité de L'Estaque, des vestiges archéologiques confirment la présence de fermes gallo-romaines (cuves à vins).

### Le hameau de pêcheurs et paysans

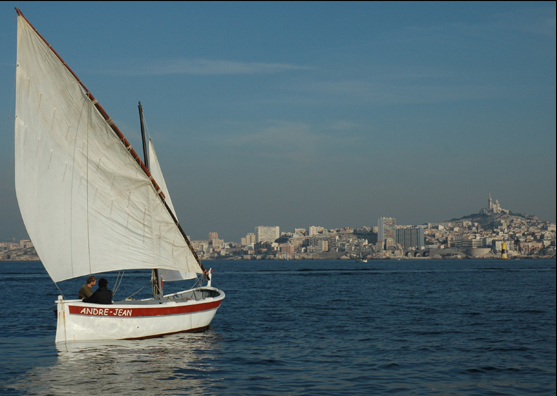
Barquette marseillaise avec sa voile latine.

L'Estaque est un ancien hameau de familles de pêcheurs et d'agriculteurs, devenu ultérieurement un village. Jusqu'au début du XIXe siècle, les habitations étaient rassemblées en bordure de mer, le long d'une jetée de rochers et de bancs de sable, dans l'actuel quartier Estaque-Plage. Son port est un havre naturel abrité des vents (mistral et vent d'Est) et il servait d'abri marin ou lieu d'escale pour les pêcheurs de la région.

### Du Moyen Âge à la Révolution française
« L'Estaque, comme Arenc, comme Saint-Louis n'avaient pas d'identité politique ou administrative... et suivaient les règles lointaines et peu adaptées à leurs soucis... sauf en ce qui concerne les impositions, bien entendu ! Ainsi, pas d'archives, sinon des actes de notaires. »

 — Henri Carvin

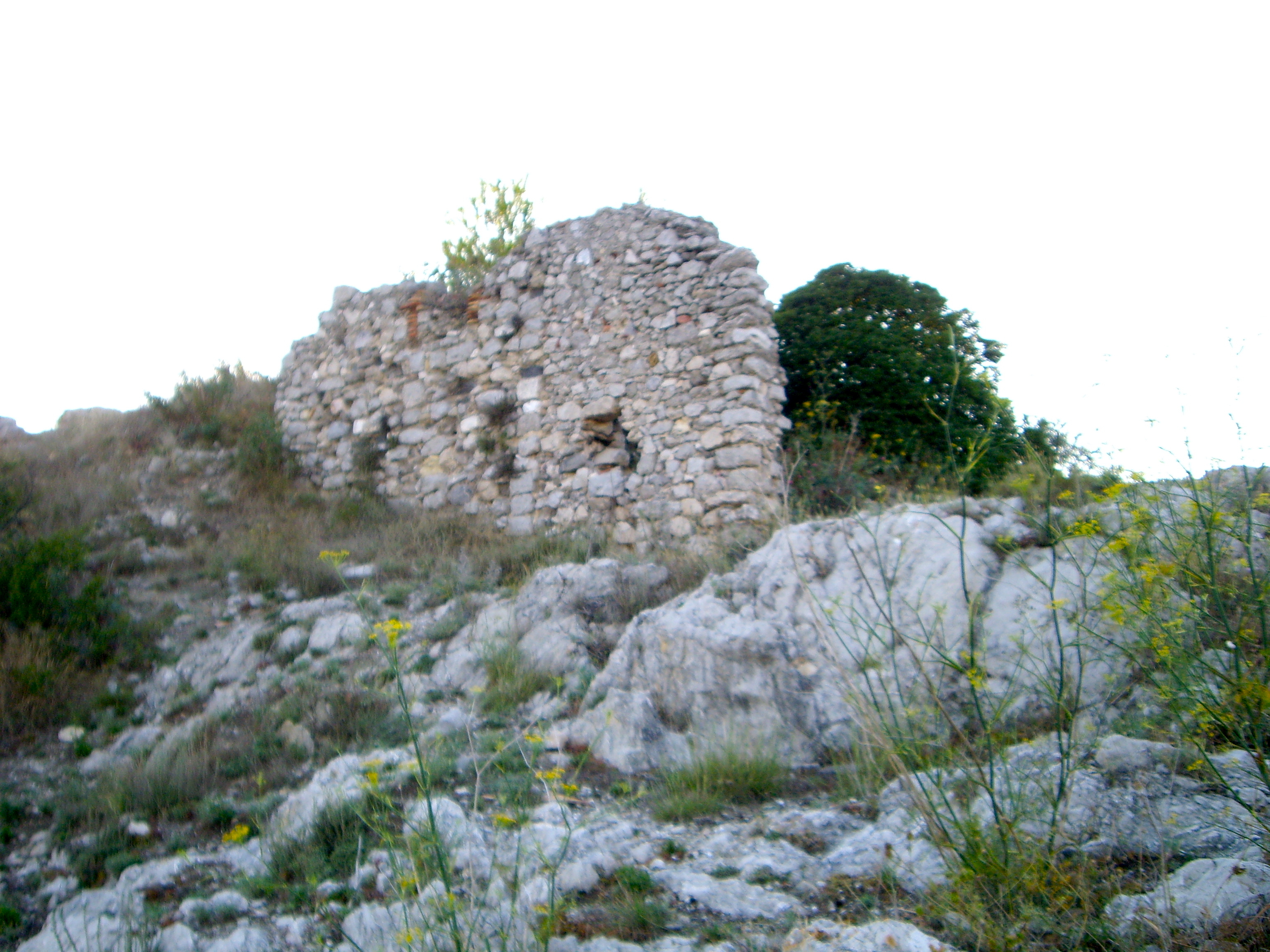
Ruines du « château de l'Air » dans le vallon de La Nerthe, « vestiges probables d'un château fort (les tours étaient encore visibles en élévation au début du XXe siècle) ».

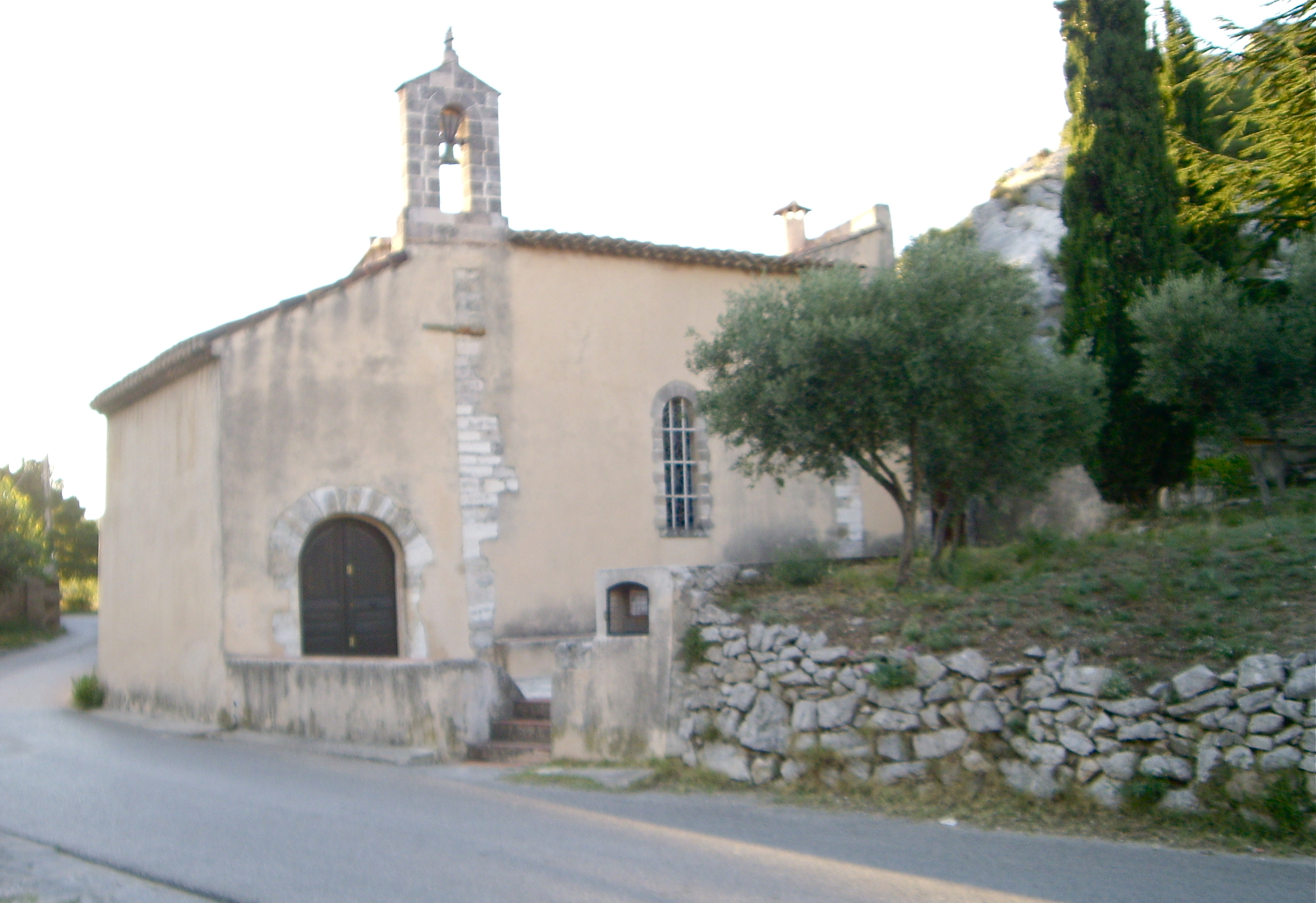
Ancienne église de La Nerthe dite « La Galline ». Elle a été consacrée une nouvelle fois en 1042

L'histoire ancienne du site de L'Estaque, de la christianisation (dès le IIIe siècle en Provence) à la Révolution française (1789-1799) est très peu connue, faute de documentation écrite. Contrairement aux villages de Provence, qui doivent leur document écrits à leur place dans le système féodal, le terroir marseillais dépendaient de la cité (quasi indépendante jusqu'en 1257), terre adjacente du comté de Provence.
Durant le haut Moyen Âge, le territoire autour de Marseille est très peu exploité puisque constamment soumis aux attaques et pillages des Sarrasins. L'occupation du site semble restreinte aux hauteurs des collines, avec des habitations à La Nerthe dont les traces ont été conservées jusqu'à nos jours ; notamment une ferme fortifiée (ruines du château de l'Air) et l'église de la Nerthe.
En 972, avec l'aide des vicomtes de Marseille, Guillaume Ier de Provence aurait définitivement repoussé les Sarrasins. Cette libération du territoire amorce le développement de l'agriculture, du commerce et de l'artisanat dans les domaines entourant Marseille. Le détail de ce développement est mal connu, sauf pour quelques terres agricoles exploitées par des moines. La première mention de L'Estaque apparait dans un acte du 30 novembre 1294 dans les archives de la Major ; le hameau est alors désigné comme faisant partie du territoire des Pennes, lequel a pendant plusieurs siècles appartenu à Marseille, mais il devait être considéré de peu d'importance. De même La Nerthe était rattachée au territoire de Marseille, d'après un acte de 1278, ainsi qu'un procès-verbal de reconnaissance des limites de la commune (1551).
Au XVIe siècle, le site de L'Estaque ferait partie du domaine de Séon appartenant aux seigneurs Saumati (Sommati), et les terres sont louées aux paysans, notamment à la famille Puget, ou bien cédées à quelques aristocrates (domaine du château Follet vers 1650). Les domaines agricoles sont aménagés en vastes terrasses, où sont cultivées essentiellement de la vigne (vins de Séon), puis du blé et des arbres fruitiers. L'Estaque aurait été épargné par la Peste de 1720 et aurait servi temporairement de port et de grenier à blé pour Marseille.
À la suite de la Révolution française les terres seigneuriales du terroir sont rattachées à la commune de Marseille, avec l'instauration du régime des trois municipalités de Marseille (1793 à 1805). L'Estaque n'est pas désigné (contrairement à la Nerthe) dans la loi de 1789-1790 qui établit Séon (Saint-André) comme chef-lieu du 2e canton du 3e district des Bouches-du-Rhône, mais le hameau est mentionné comme « quartier de L'Estaque » dans le cadastre de 1819.

### L'activité de pêche

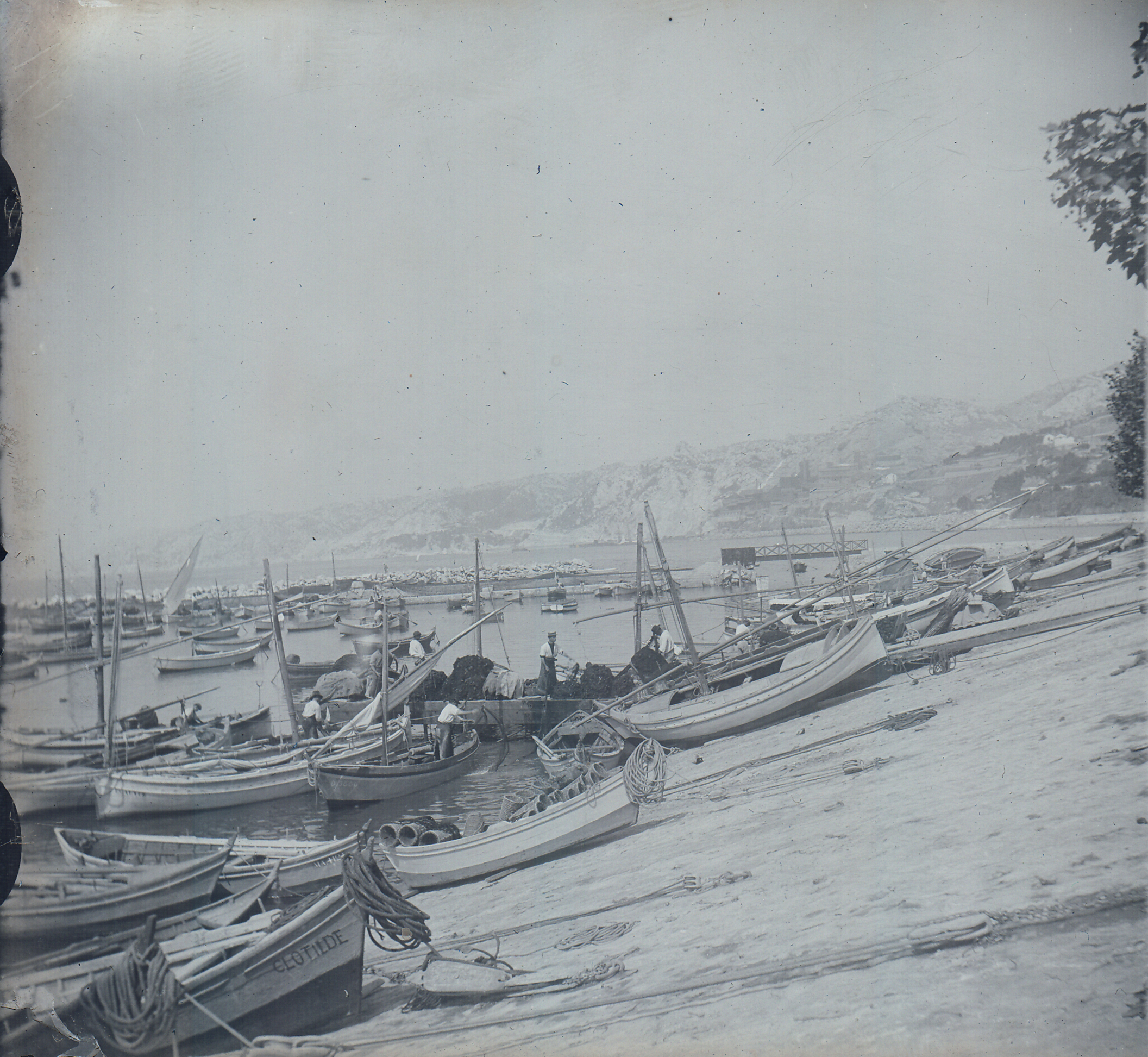
Port de l'Estaque en 1906

La pêche à l'Estaque était basée principalement sur la sardine, secondairement le thon (seinche), le maquereau, la langouste et les poissons de roches, puis l'oursin, la crevette et les coquillages. Au moins depuis le XVIIIe, les pêcheurs exploitent une madrague mouillée au milieu de l'anse de L'Estaque, un filet de pêche fixe destiné aux thons ; la madrague est démontée en 1859 en raison de la diminution des prises (la madrague de Niolon subsistera jusqu'au milieu du XXe siècle).
Jusqu'au XXe siècle, les pêcheurs utilisent deux types de bateaux à voile latine : la bette, petite embarcation de pêche côtière, destinée aux « petits métiers » (palangres, oursins, gireliers) ; le mourre de pouar, bateau lourd à éperon et à fond plat, long parfois de 9 mètres, destiné aux « grands métiers » (sardine, thon). La construction des quais et jetées du port ainsi que l'avènement du moteur fait disparaître le mourre de pouar et généralise une embarcation plus légère : la barquette marseillaise d'origine napolitaine.

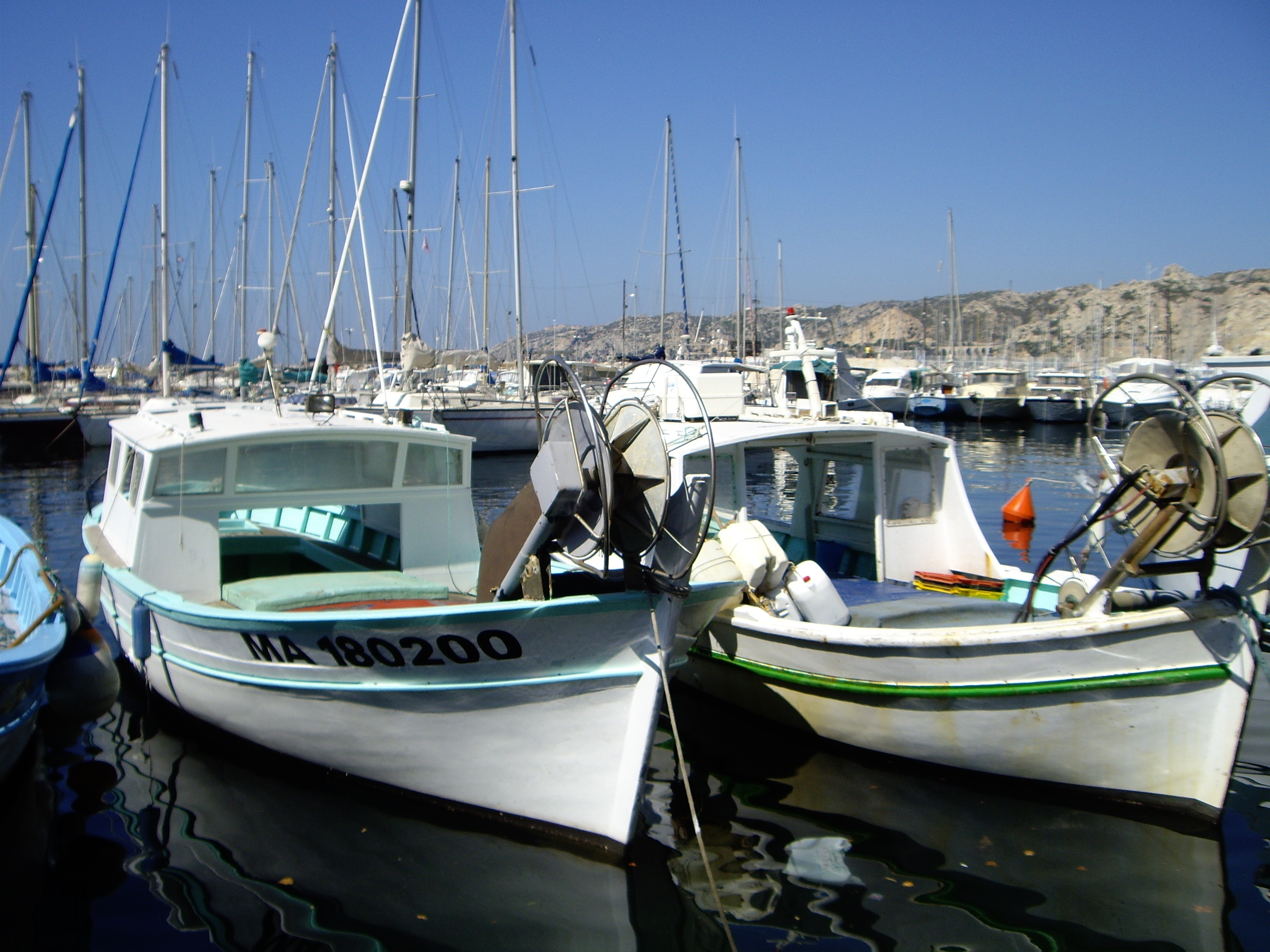
Deux barquettes de pêche professionnelle artisanale sur le quai Pescadou, 2011.

L'activité de pêche atteint certainement son apogée à la fin du XIXe, avec l'expédition quotidienne de poissons à destination de Paris et Avignon par transport ferré. Vers 1878, L'Estaque compte 75 patrons « ayant un rôle régulier »  et 250 embarcations. Au début du XXe, plus de 400 personnes auraient travaillé autour de la pêche de L'Estaque. Autour de la pêche s'exerçaient d'autres métiers, notamment le commerce des poissonniers et celui des charpentiers marine qui réparent et construisent les bateaux de pêche.
À partir des années 1950, l'industrialisation de la pêche (chalutiers) ainsi que la disparition des sardines dans la baie, ont déplacé l'activité vers le Vieux-Port de Marseille, puis, à partir de 1976, vers le port de Saumaty avec sa criée de chalutage. L'ancien port de L'Estaque s'est transformé en port de plaisance et de loisirs nautiques. Il ne subsiste aujourd'hui plus que 3-4 bateaux professionnels de pêche artisanale, qui fournissent les restaurants et poissonniers locaux ou vendent le poisson directement sur le quai des pêcheurs. Il reste aussi quelques dizaines de barquettes, utilisées aujourd'hui pour le loisir des plaisanciers, qui témoignent de l'activité passée du port.

### La fabrication de tuiles
« Bien avant 1789, l'argile du bassin de Séon était exploitée et l'on a des preuves d'ateliers de l'époque romaine (tommettes hexagonales appelées spicata testaca et les tégulaé, tuiles plates à rebords dont le nom a été transmis dans le mot provençal Téulé). »

— Saurel 1995, p. 212

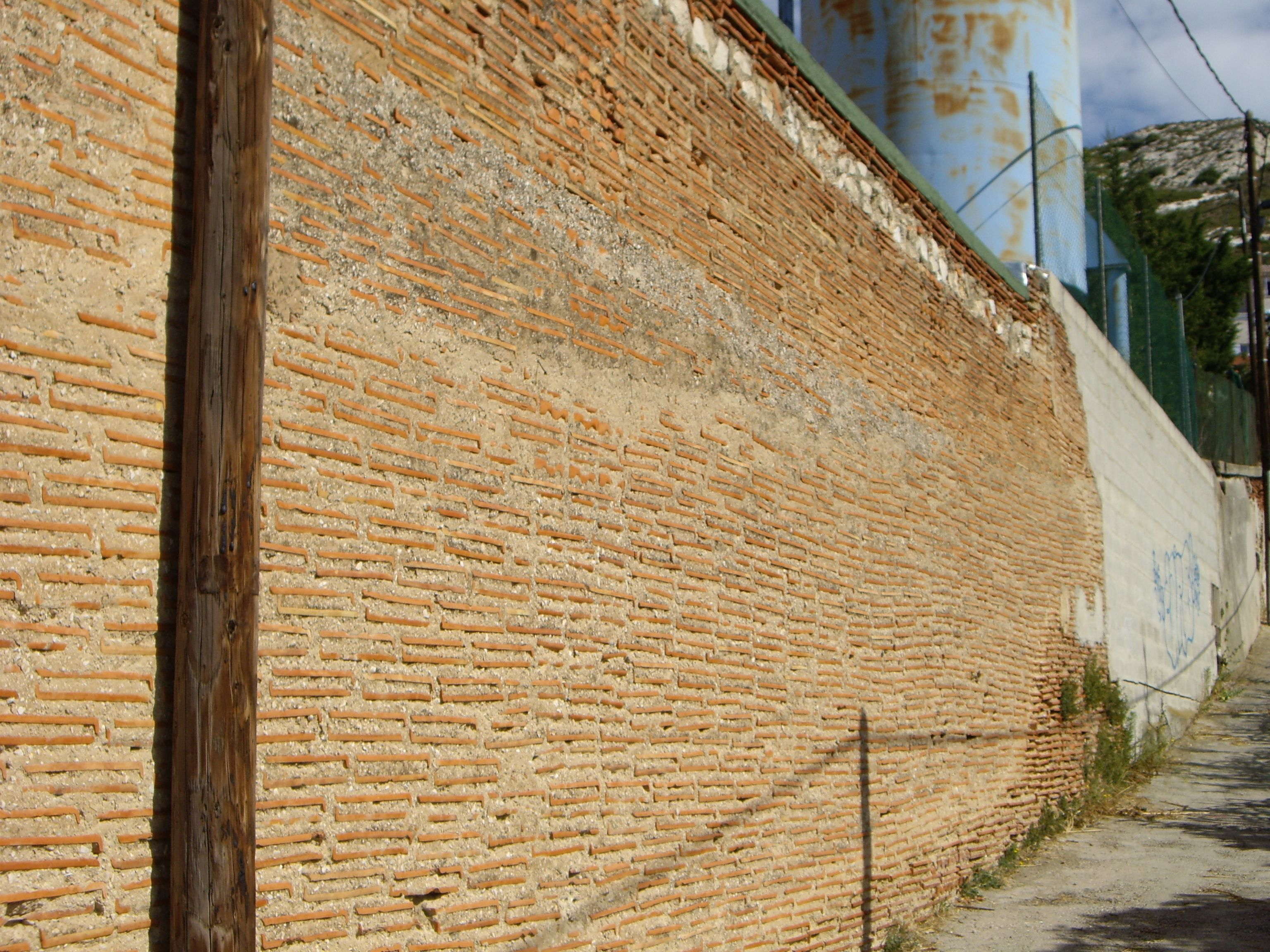
Un mur de tuiles maçonnées dans le quartier Château Bovis.

Le terroir près de L'Estaque était aussi connu pour l'artisanat de fabrication de tuiles, briques, carreaux (malons) et tomettes en terre cuite, activité vieille de plusieurs siècles dans le bassin de Séon. Les carrières d'argile, les ateliers puis les usines étaient implantées entre L'Estaque, Saint-Henri, Saint-André et Mourepiane, certainement en raison de la qualité de l'argile et de la facilité à l'extraire.
Le travail dans les tuileries consistait pour les femmes, les « ébarbeuses », à nettoyer les tuiles sorties des moules. Les tuiles étaient ensuite séchées avant d'être cuites dans des fours. Le travail pénible des hommes était consacré principalement à l'extraction de l'argile depuis « les creux », et à leur transport.

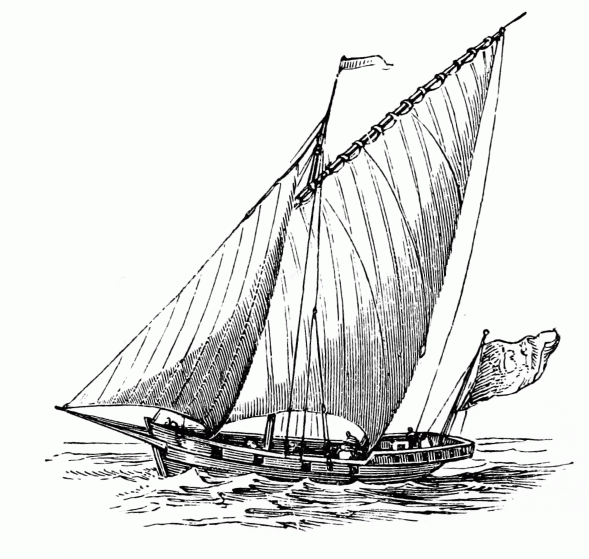
Gravure d'une tartane, 1882.

Jusqu'au XXe siècle, la production était transportée depuis l'usine par charrettes à cheval jusqu'au ponton de petits voiliers, les tartanes malonnières, qui les transportaient vers le port de Marseille. On dénombre 22 tartanes malonières vers 1878. À partir de 1905, les tartanes à voile (une trentaine) sont abandonnées au profit de bateaux à moteur, puis le transport des tuiles est effectué par route ou chemin de fer. Depuis Marseille, les tuiles étaient ensuite transportées à travers la Provence, ou bien chargées sur des bateaux (embarcadères de la Joliette) pour être expédiées vers les pays méditerranéens, les colonies françaises et le reste du monde (Amérique, Japon, Indes).
Les usines de fabrication des tuiles sont très actives jusqu'aux années 1930, puis disparaissent après 1960. Les dernières usines et vestiges de cette activité sont détruits durant les années 1970.

### L'extension urbaine et industrielle (1820-1930)
« Marseille était jusqu'au milieu du XIXe siècle entourée d'un terroir assoiffé, couvert de vignes et d'oliviers. On n'y trouvait guère qu'un petit nombre d'agglomérations rurales peu peuplées et les splendides bastides créées à prix d'or auprès de rares sources qu'elles s'étaient accaparées. »

 — Lucien Gaillard

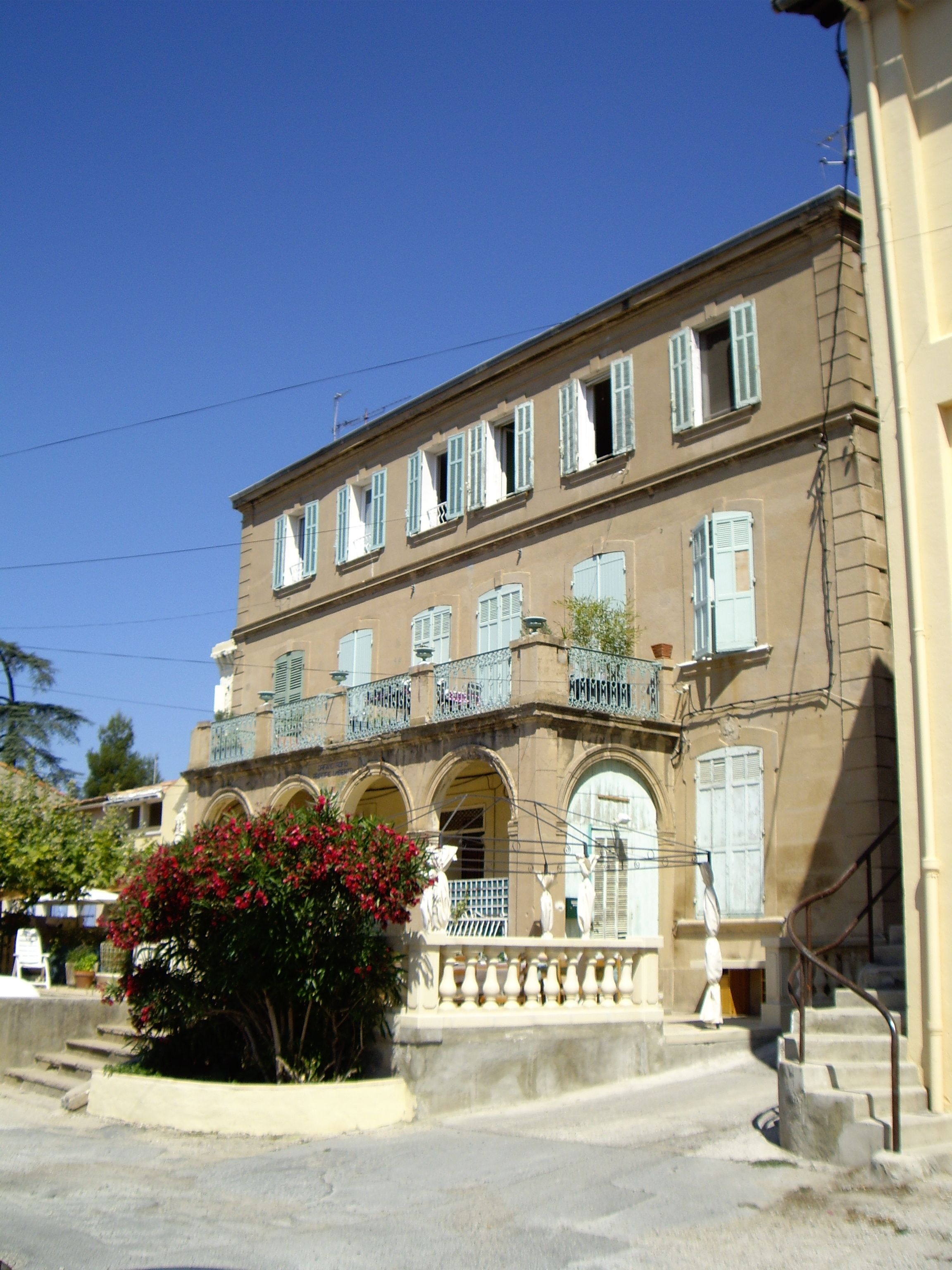
Ancien orphelinat italien (impasse du Bon Coin).

Le village de L'Estaque subit de nombreuses transformations au XIXe et début XXe, avec la construction du canal de Marseille (1834-1849), de la gare de l'Estaque (1848) pour la ligne L'Estaque - Marseille-Joliette (initialement réservée au transport de marchandise), la route du Littoral vers Marseille (1875) et le chemin de La Lave (1885), puis la création en 1904 de la ligne L'Estaque-Miramas, la construction de nombreuses tuileries et briqueries, et les travaux du tunnel du Rove (1911-1927) et du viaduc de Corbière (1915). À la fin du XIXe, de nouvelles industries s'implantent à L'Estaque.
Pechiney et la Compagnie Leblanc, fondée en 1881 à l’Estaque, produisent 40 000 tonnes de soude et de soufre par an à partir des pyrites de Salindres dans le Gard et espagnoles extraites des mines de la Compagnie d’exploitation des minerais de Rio-Tinto, dont elle est la filiale française. Cette production alimente notamment les savonneries et les verreries voisines.
La Compagnie générale des produits chimiques du Midi construit à proximité de sa soudière de l’Estaque une usine d’osséine (ingredient de base pour la colle), car elle est utilisée pour la fabrication du chlore, très demandé dans l’industrie textile et dans l’industrie de l’armement.
L'Estaque devient ainsi un village peuplé d'ouvriers des usines et des chantiers alentour agrémenté des résidences des industriels locaux. Ces ouvriers sont principalement des immigrés italiens et espagnols, puis kabyles à partir de la conquête de l'Algérie (1830). En 1818, 328 habitants sont décomptés à L'Estaque, principalement des familles de pêcheurs. La population passe ensuite de 1 287 habitants en 1872 à 13 536 habitants en 1931.
Avec la construction de son église et la création de la paroisse de L'Estaque, le village accède à une certaine autonomie. Au milieu du XIXe siècle, avec les villages voisins de Saint-Henri et Saint-André est tentée sans succès la constitution d'une commune dénommée Séon.

### La station balnéaire (1860-1920)

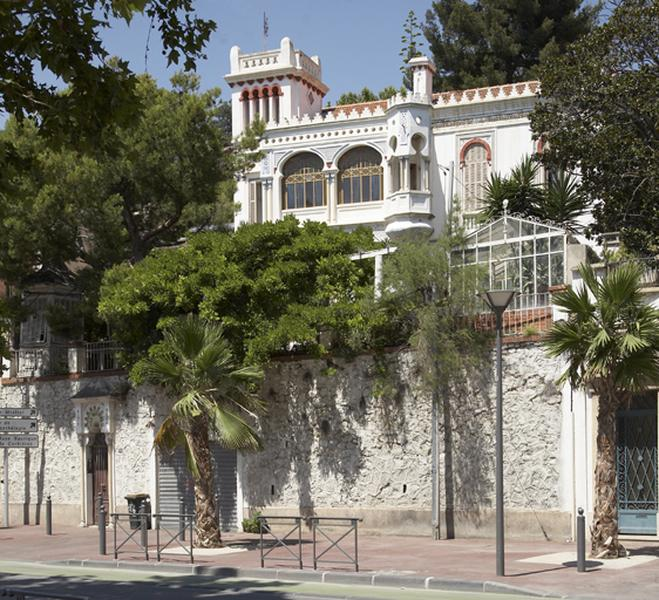
La villa La Palestine, demeure bourgeoise de style néo-mauresque construite en 1905.

De la fin du XIXe siècle jusqu'à la Première Guerre mondiale, L'Estaque-Plage est un lieu de villégiature bourgeoise et de tourisme balnéaire, très fréquenté par les Marseillais qui viennent notamment en promenade ou pour déguster une bouillabaisse (soupe de poisson). Bien que L'Estaque s'agrandisse et s'industrialise rapidement, l'ambiance reste celle d'un paisible et pittoresque village de pêcheurs. Les promeneurs arrivent du centre-ville de Marseille par l'ancien tramway à cheval puis vapeur (1892) et, à partir des années 1930, par tramway électrique (en trois quart d'heure).
À cette époque, le long de la route de la plage se situent plusieurs hôtels (Le Mistral, 1859), des restaurants (Camors, Gardanne, Restaurant de la Falaise), des terrasses de café et des établissements de bains. L‘Union musicale de L'Estaque et l'Orchestre philharmonique organisent des animations culturelles et artistiques (concert, opérette, revue) et des joutes nautiques se tiennent régulièrement dans le port.
À partir de la Première Guerre, la pollution industrielle et les facilités de transport marquent le déclin du tourisme à L'Estaque. Les touristes et Marseillais s'orientent vers d'autres destinations, plus pittoresques et calmes. Avant 1939, il existe encore trois salles de cinéma, des commerces, trois maisons closes très fréquentées et la fête annuelle de Saint-Pierre attire encore les foules  mais les touristes et la bourgeoisie marseillaise ont choisi d'autres lieux de divertissement. La plage Les Sablettes aurait disparu en 1942.

### Le paysage des peintres (1870-1914)

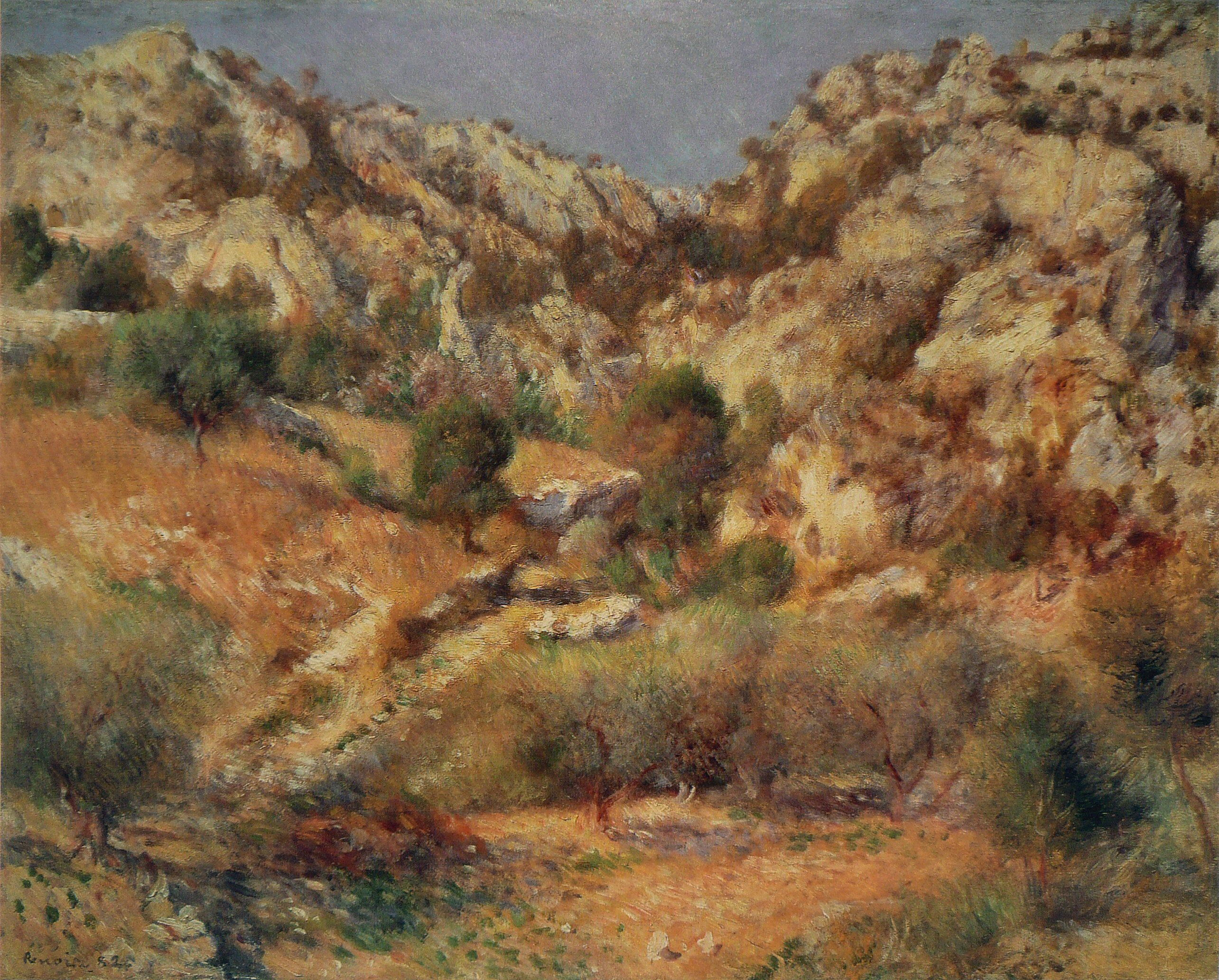
Rochers à l'Estaque, Renoir, 1882, Musée des beaux-arts de Boston.

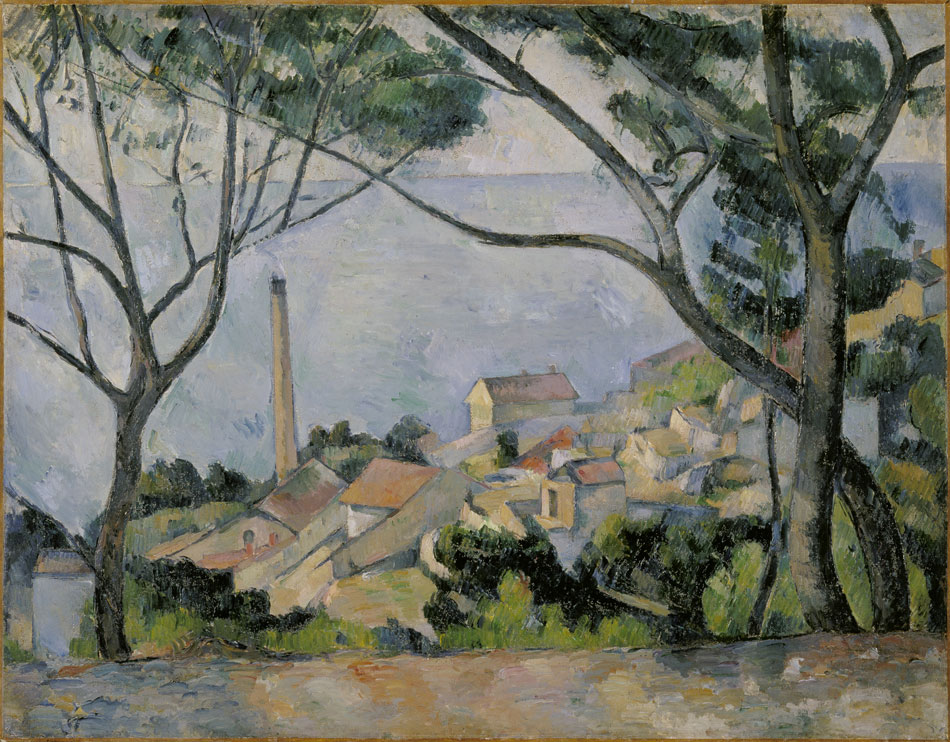
La Mer à L'Estaque, 1878-1879, Paul Cézanne, huile sur toile, 73 x 92 cm, Musée Picasso de Paris.

Les paysages naturels et industriels de L'Estaque ont été une source d'inspiration pour de grands artistes Français qui y séjournèrent entre 1870 et 1914, tels que l'écrivain Émile Zola (1870, 1877, 1886) ou bien les peintres Paul Cézanne, Georges Braque (1906 à 1910), André Derain (1905), Raoul Dufy (1903?), Othon Friesz (1907), Albert Marquet (1916 à 1918), et Auguste Renoir qui déclara le paysage de L'Estaque « le plus beau du monde »,. Les œuvres impressionnistes de Cézanne, premier de ces peintres à fréquenter L'Estaque eurent une forte influence sur ses amis et les artistes contemporains et c'est sur les mêmes paysages que s'exerça, plus tard, l'influence du fauvisme et des premiers tableaux du cubisme.

« Il y a des motifs qui demanderaient trois ou quatre mois de travail, qu'on pourrait trouver, car la végétation n'y change pas. Ce sont des oliviers et des pins qui gardent toujours leurs feuilles. (...) Le soleil est si effrayant qu'il me semble que les objets s'enlèvent en silhouette, non pas seulement en blanc ou noir, mais en bleu, en rouge, en brun, en violet. Je puis me tromper, mais il me semble que c'est l'antipode du modelé. »

 — Cézanne, lettre à Pissarro à propos de L'Estaque, 2 juillet 1876
La première période des peintres correspond aux séjours à l'Estaque de Paul Cézanne et les visites de ses amis peintres (maison de Cézanne à L'Estaque). Cézanne se réfugie à L'Estaque en 1870-1871 pendant la guerre franco-prussienne, puis y retourne en 1876, y réside un an de 1878 à 1879. Il y retourne avec Renoir en 1882. Il loue une maison dans le quartier Château Bovis (Estaque-Gare) en 1883 et y reçoit fin décembre les peintres Claude Monet et Auguste Renoir (qui séjournera ultérieurement à L'Estaque et à Carry-le-Rouet). Cézanne réalisera ensuite de fréquents séjours jusqu'en 1886.
Braque se rend à L'Estaque pour peindre en plein air en 1906 et 1908, après avoir découvert une exposition posthume des dernières œuvres de Cézanne. Il y réalise deux œuvres majeures dans la peinture française : Le Viaduc à L'Estaque en 1908, un hommage aux tableaux de Cézanne et une œuvre qui inaugure le courant du cubisme par l'élimination des détails réalistes et la géométrisation des formes. Les Usines du Rio-Tinto à L'Estaque à l'automne 1910, une œuvre cubiste qui s'éloigne fortement de la perception de l'espace et insère une certaine abstraction, pour créer un « espace unifié » propre au tableau (formes, tons unifiés), avec des objets aux contours brisés positionnés par une succession de plans.

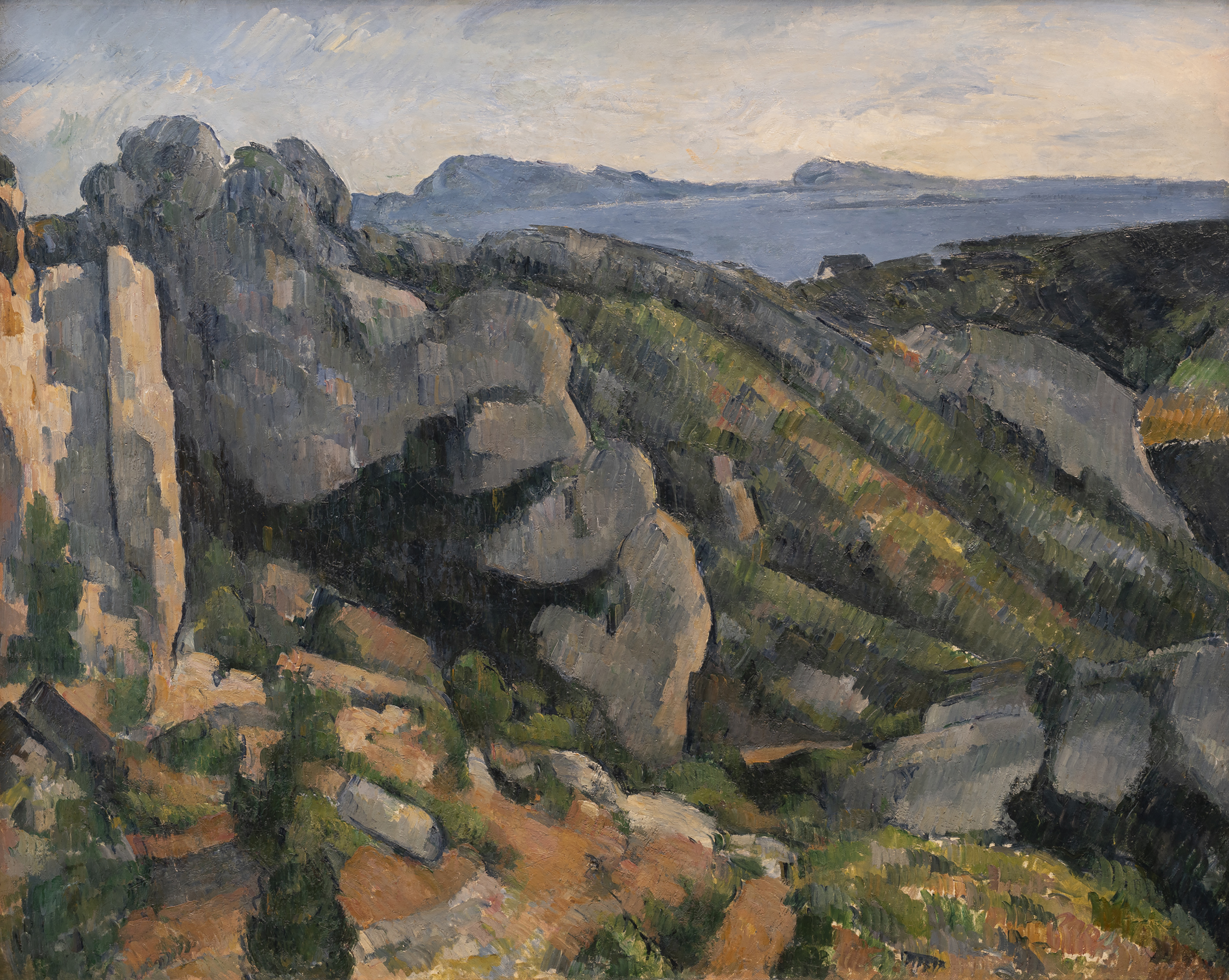
Rochers à L'Estaque, Cézanne.
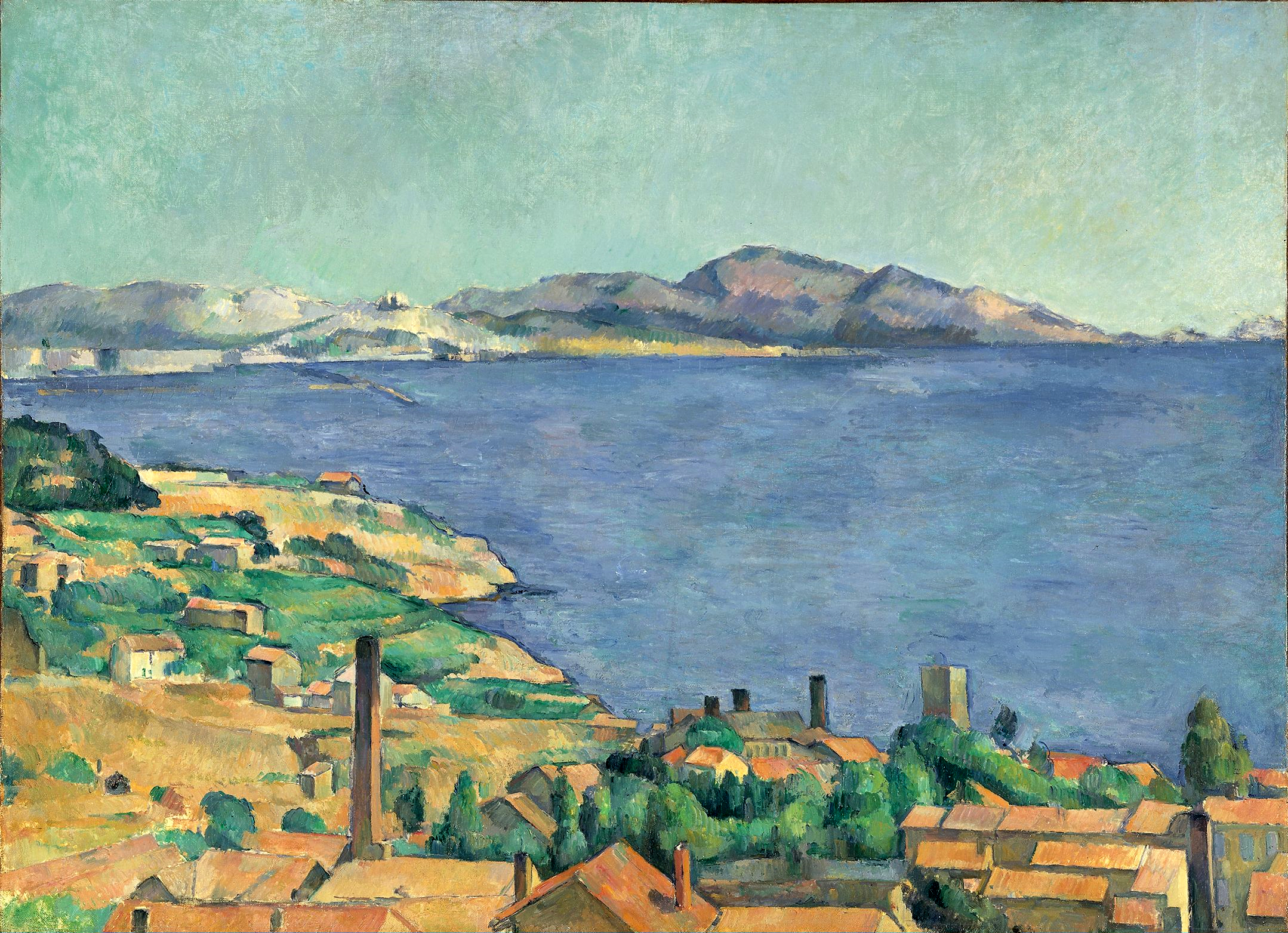
Le Golfe de Marseille vu depuis L'Estaque, 1885, Cézanne.
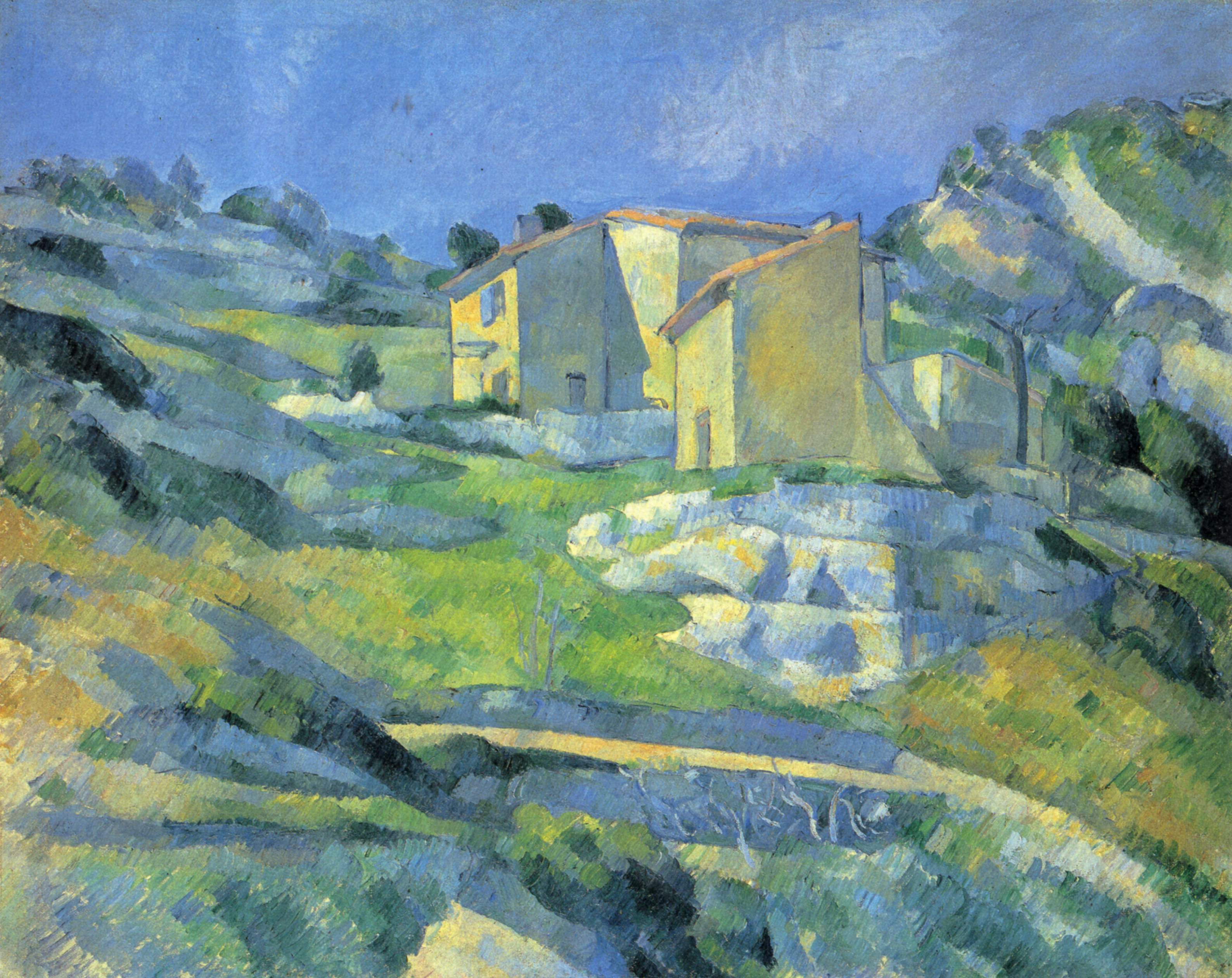
Maison en Provence (à L'Estaque), Cézanne.
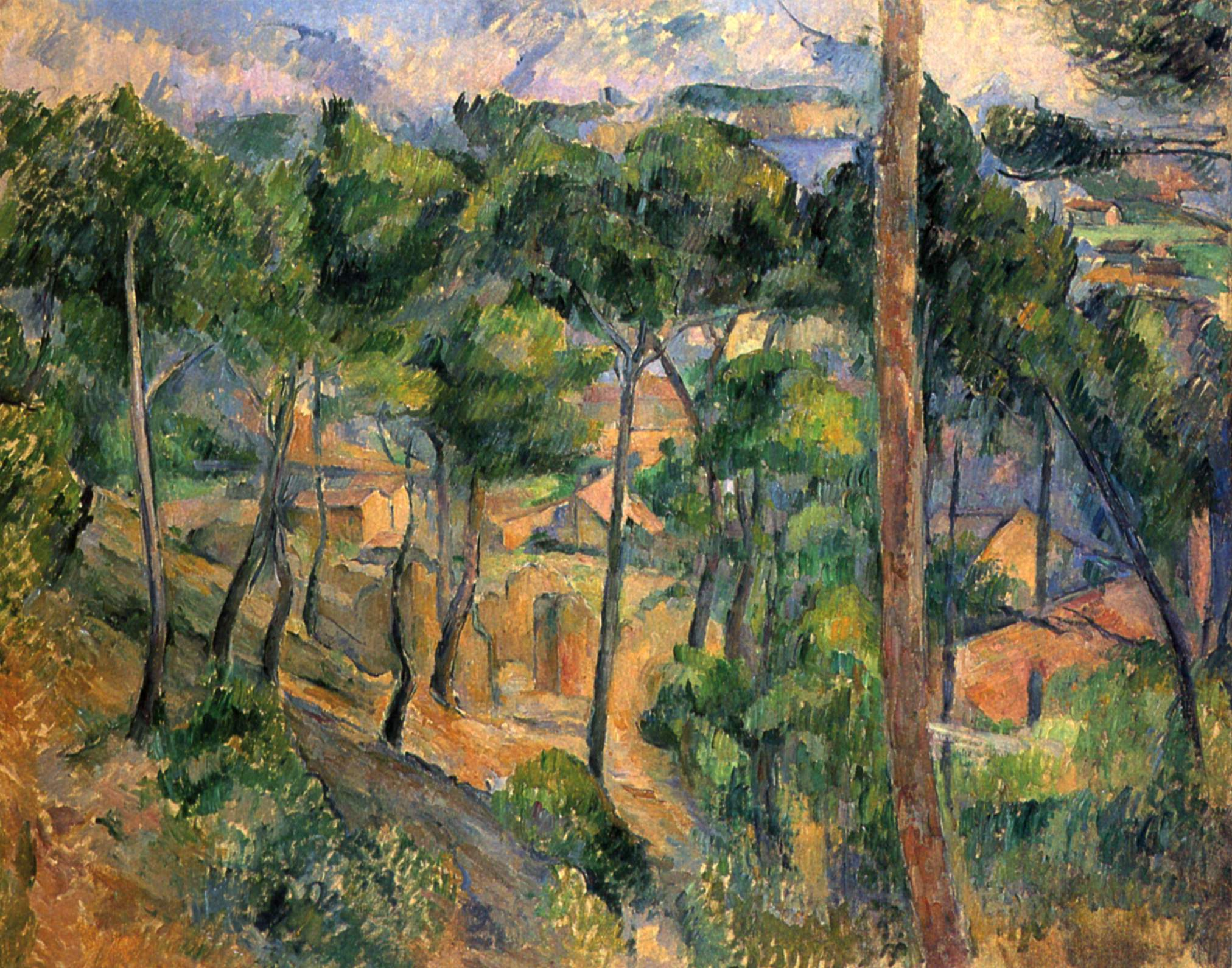
L'Estaque, regard à travers les pins, 1882-1883, Cézanne.
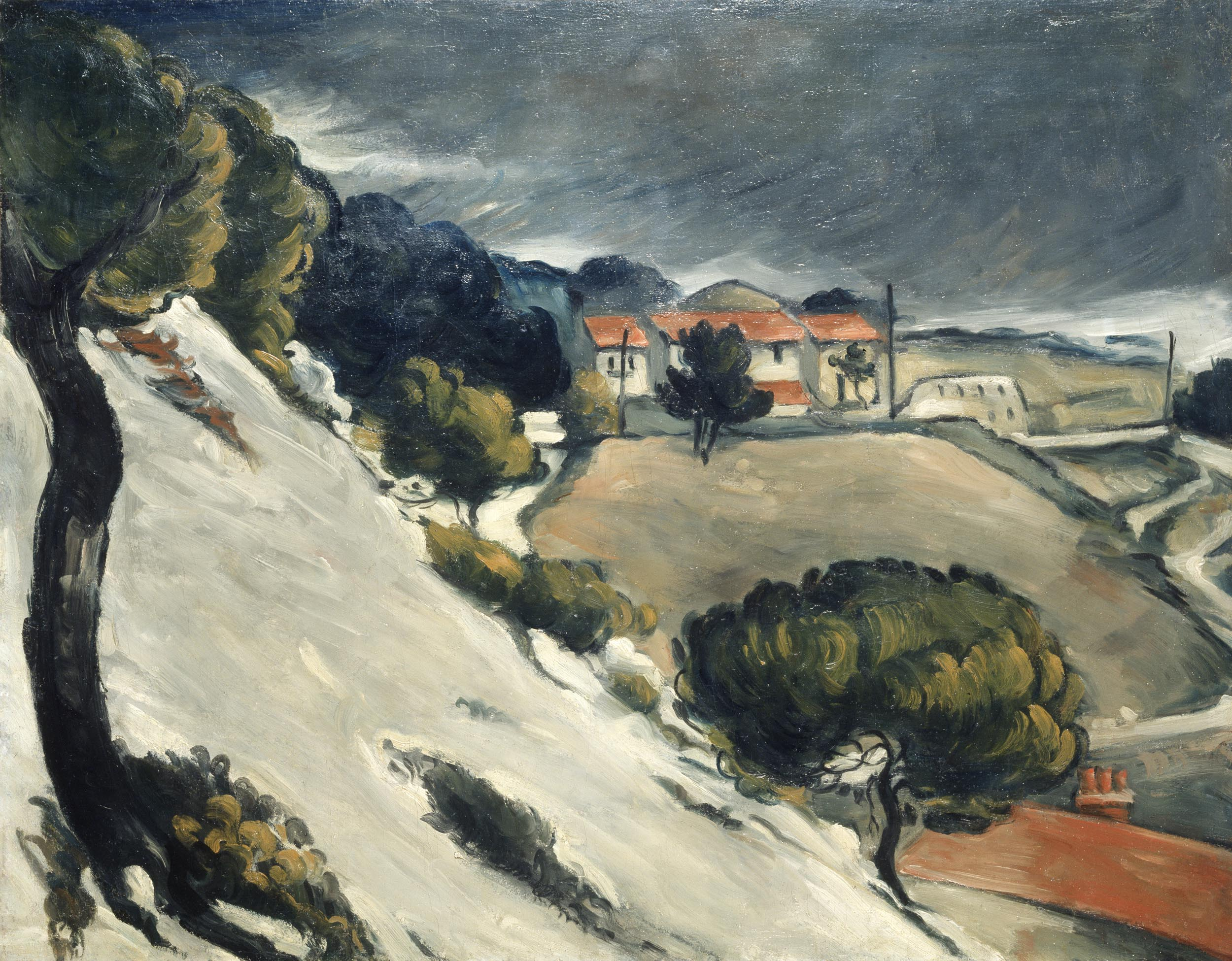
La Neige fondue à l'Estaque, Cézanne, v. 1870.

### La Seconde Guerre mondiale (1939-1944)

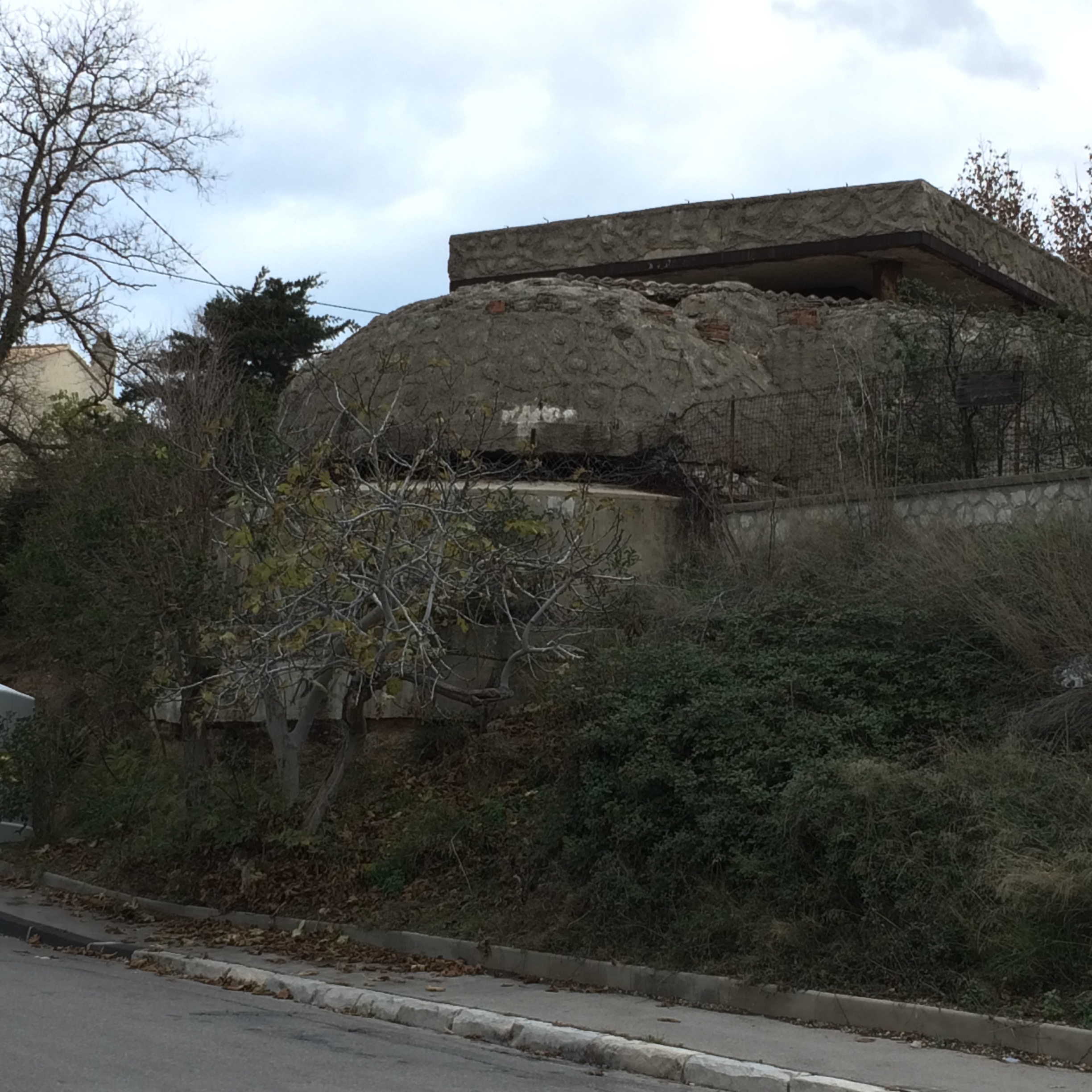
Ancien bunker, traverse de la Sacommane.

Durant la Seconde Guerre mondiale, les usines de L'Estaque (ciment, métaux, chimie) participaient à l'effort de guerre allemand. Quelques sabotages ont été réalisés durant la guerre, notamment « un incendie volontaire à l'usine Khulmann et deux explosions de transformateurs électriques à celle de la Coloniale », mais les usines et habitations voisines sont aussi sous le risque de bombardements alliés.
Dans le cadre de la stratégie du mur de la Méditerranée (Südwall), des casemates et batteries anti-aériennes avaient été construits dans les collines autour de L'Estaque, et les structures du port de L'Estaque avaient été minées. Le 23 août 1944, quelques déserteurs Polonais cachés à L'Estaque furent exécutés par les Allemands.
À la suite de la bataille de Marseille, L'Estaque est libéré en août 1944 par des goumiers marocains, qui réduisent notamment le blockhaus du boulevard Fenouil. Un bataillon américain du génie s'installe ensuite au château Fallet. Des combats ont lieu dans les collines du 23 au 28 août 1944 pour prendre les blockhaus et forteresses ; notamment la forteresse de Foresta (La Nerthe) prise par des tirailleurs algériens du 3e RTA et les goumiers du 2e Tabor, qui coûta la vie à plus d'une centaine de soldats allemands et plus d'une centaine de soldats algériens et marocains. Des rues de L'Estaque portent aujourd'hui le nom de résistants locaux ; tel Roger Chieusse, ou l'ouvrier estaquéen Albin Bandini fusillé de Saint-Julien-du-Verdon le 11 juin 1944.

### L'après-guerre: récession économique et misère humaine

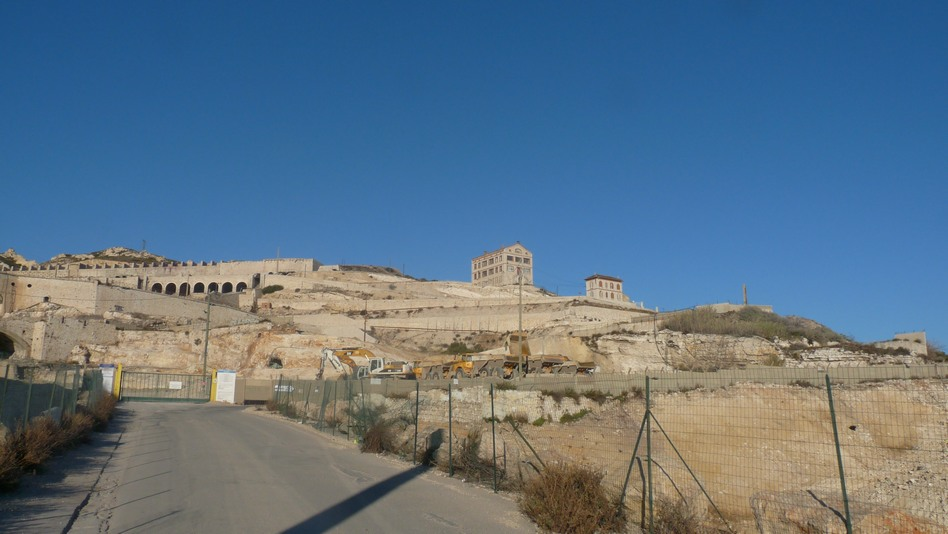
La friche Retia-Recyclex en 2012, un ancien site industriel des Riaux.

À partir des années 1950, les quartiers nord de Marseille sont durement touchés par la récession économique, le chômage et les conséquences de la décolonisation. L'activité de pêche et l'industrie des tuiles disparaissent de L'Estaque. Les autres industries (cimenterie et chimie) emploient essentiellement une main-d'œuvre non qualifiée, issue de l'immigration (Maghreb). Les ouvriers s'entassent à proximité de leur usine, dans des logements parfois insalubres ; la misère est telle qu'apparaissent des bidonvilles sur les terrains en friche « mis à disposition » par les usines et peuplés de familles d'ouvriers.
Une volonté politique d'amélioration sociale et urbaine émerge durant les années 1970, à la suite notamment de la visite des bidonvilles par le président Valéry Giscard d'Estaing en 1975. Mais les efforts des pouvoirs publics sont consacrés à d'autres projets : quartiers sud et Port autonome.

### Les années 1990-2000: mesures sociales et aménagements urbains

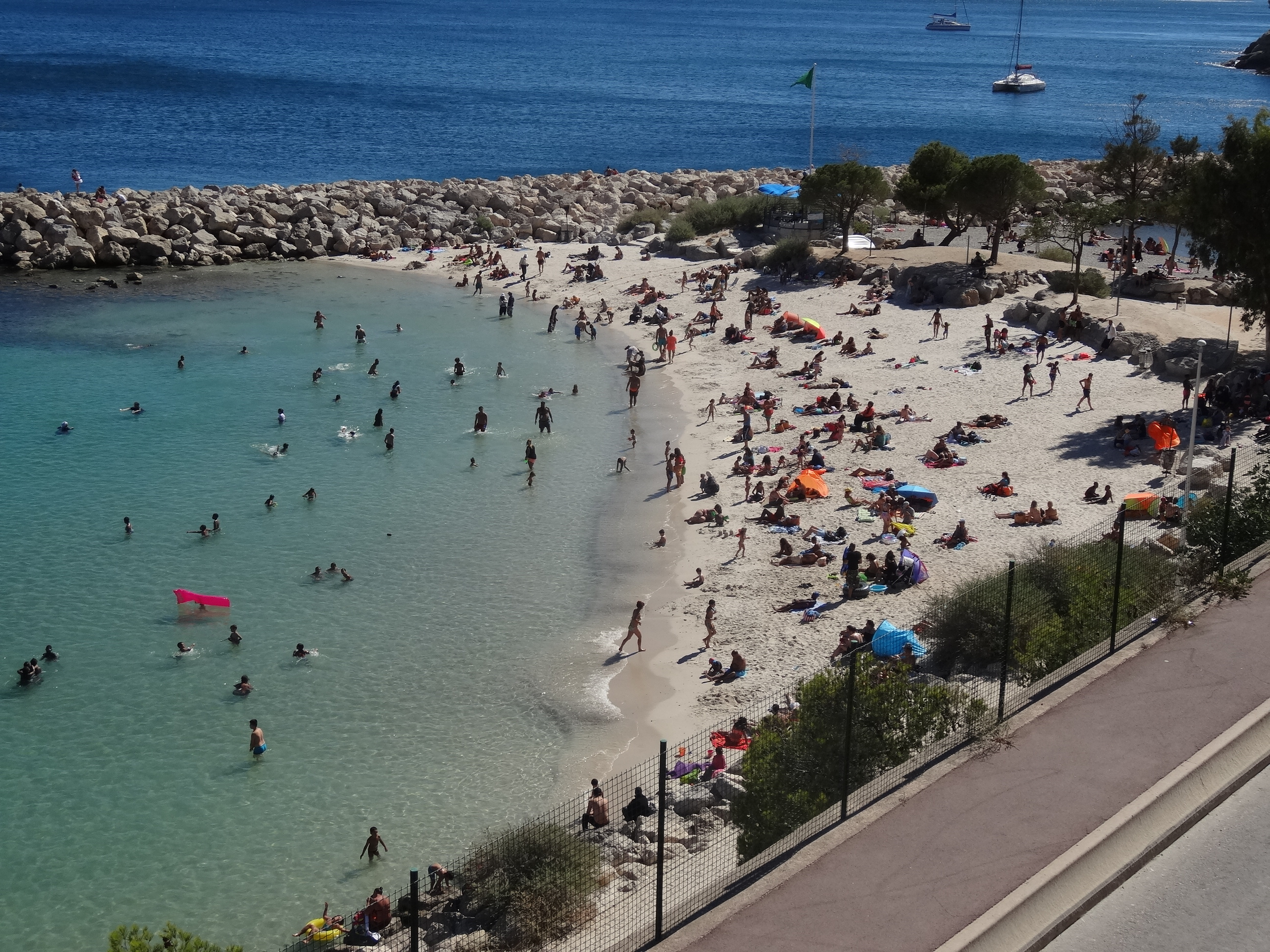
Plage de Corbières, aménagée dans les années 1990-2000.

Il faut attendre le changement de municipalité à Marseille (décès du maire Gaston Defferre en 1986) pour voir les premières mesures sociales et les premiers travaux d'aménagement urbain à L'Estaque : création de « zone de réhabilitation urbaine », relogements des mal-logés et construction de lotissements sociaux, création de la zone urbaine sensible L'Estaque-Saumaty, transformation de friches industrielles en « zone franche urbaine » (ZFU) Nord Littoral à proximité du quartier.
Le bidonville Pasteur du centre-ville de L'Estaque (rue Le Pelletier) disparait dans les années 1980. Le dernier bidonville (Fenouil) de Marseille, à l'entrée de L'Estaque, disparait au début des années 2000. Le port de La Lave est aménagé. Les plages de Corbière (seules plages des quartiers nord) et la base nautique de Corbière sont aménagées entre 1988 et 1991. Des travaux d'aménagement et de dépollution d'anciens sites industriels sont lancés. L'aménagement d'espaces publics est effectué dans les années 1990 et 2000 (Parc Mistral).

### Les années 2000-2020

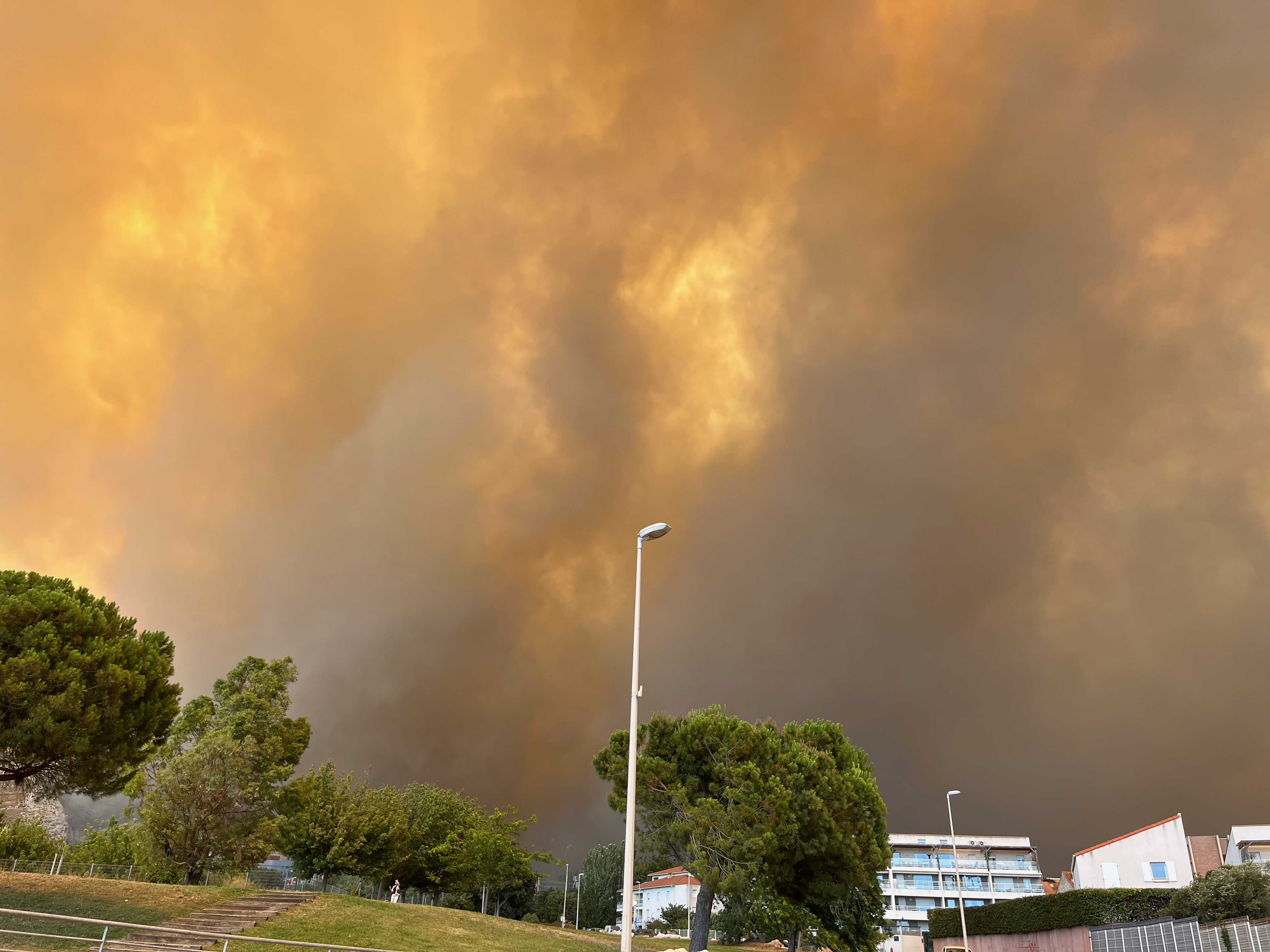
La fumée dégagée pendant l’incendie a provoqué une concentration de particules fines jugées vingt fois supérieure à la normale,

Le 08 juillet 2025, un incendie, parti en fin de matinée des Pennes-Mirabeau, se propage sur le plateau du massif de la Côte Bleue, puis endommage 71 bâtiments, parmi lesquels 10 habitations sont totalement détruites. Les quartiers particulièrement touchés sont le Marinier, la Nerthe et la Pelouque,,.

## Culture et patrimoine

### Teinturerie de filets de pêche

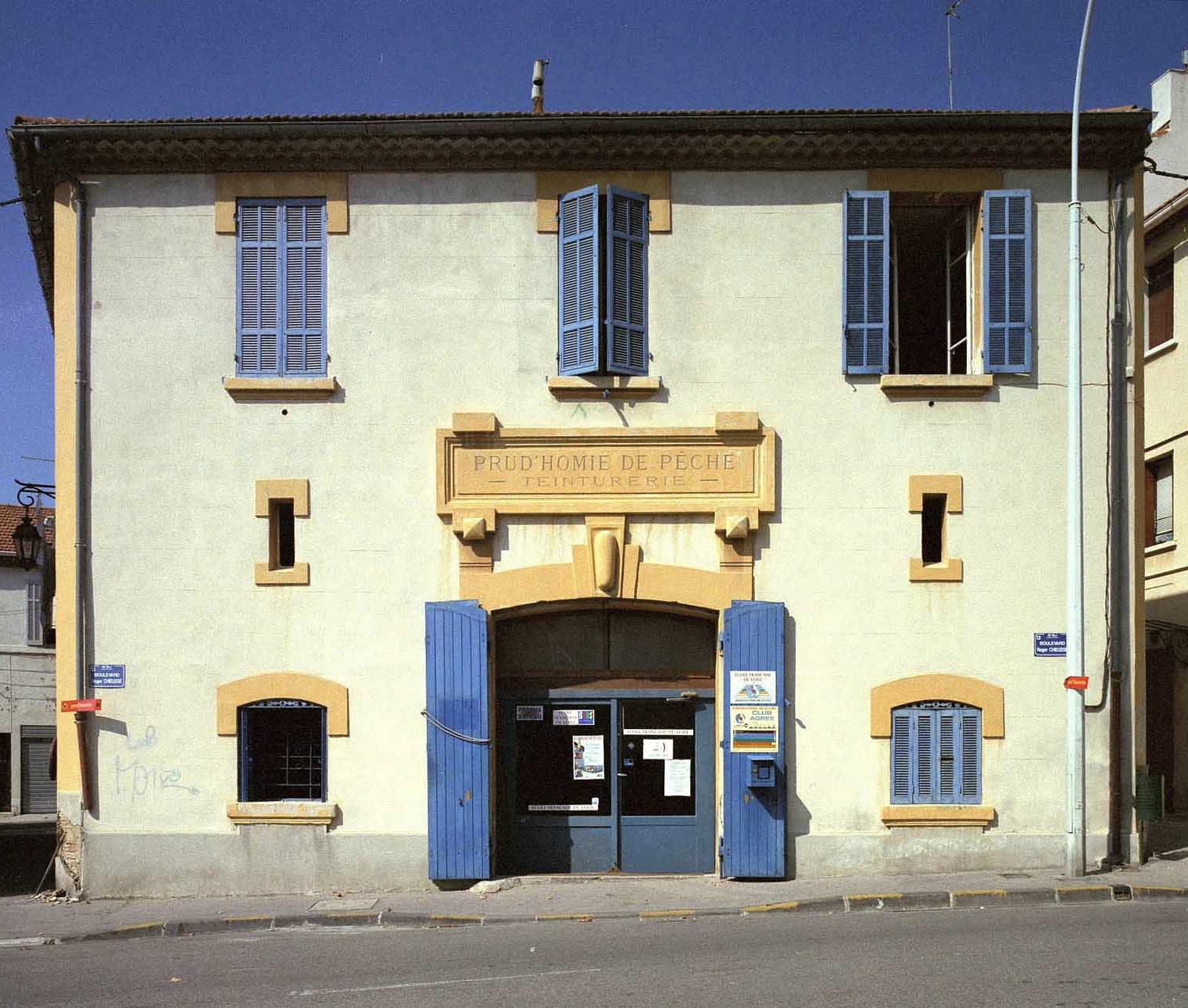
Le Chaudron de l'Estaque, ancien atelier de teinture des filets de pêche.

La teinturerie de filets de pêche dite « Le Chaudron de l'Estaque » (Lou Peiroù de l'Estaco en provençal) — ou encore la « Prud'homie de pêche de l'Estaque » — est situé au 110 boulevard Roger-Chieusse (ancienne Montée de la Sardine).
Les filets de pêche confectionnés avec des fils de coton devaient être trempés dans un bain d’eau bouillante dans lequel étaient déversées des écorces de pins ou de chênes broyées, appelées « rusques », afin que les tanins les rendent imputrescibles. Les installations comprenaient deux chaudrons de cuivre de 3 m3 de contenance. Ce procédé disparut vers 1960 avec l’apparition des filets en nylon imputrescible et la teinturerie dut fermer ses portes.

### Tunnel du Rove

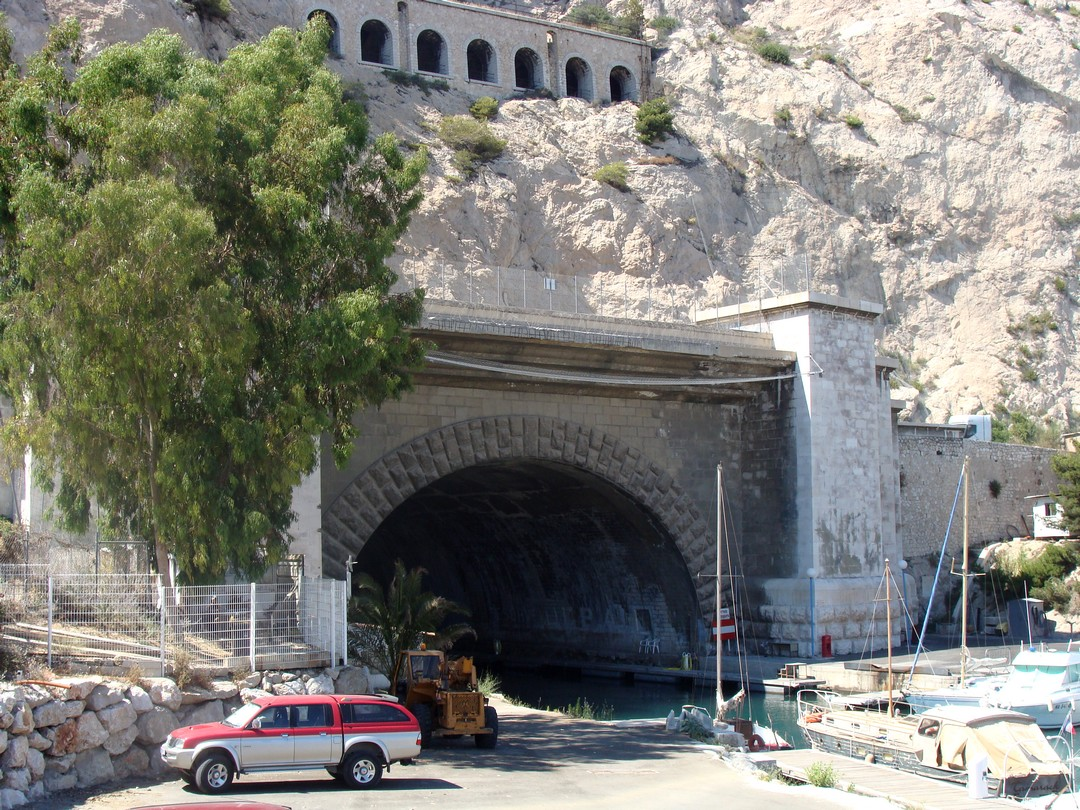
Entrée du Tunnel du Rove.

Au quai de La Lave, s'ouvre le tunnel maritime (7 km) percé sous la chaîne de l'Estaque, qui fait communiquer le nord de la rade de Marseille avec l'étang de Berre. Construit de 1910 à 1927, il est obstrué par un éboulement et hors service.

### Chapelle Notre-Dame de la Galline
Elle est située au-dessus de L'Estaque, dans la colline de La Nerthe (du provençal nerto, « myrthe »). Ce petit édifice religieux date du Moyen Âge et il a été consacré une nouvelle fois en 1042. Selon les légendes, une chapelle avait été construite en ce lieu aux premiers âges chrétiens par Lazare ou deux ermites du IVe siècle. C'est un lieu de dévotion populaire ; la chapelle abrite des ex-voto du XVIIe et une statue de style roman en bois coloré (XVe), représentant la vierge et l'enfant Jésus tenant une poule (galline en provençal). Elle a été agrandie au XVIIIe et restaurée en 1979. C'est l'ancienne église de La Nerthe et de L'Estaque, rattachée à la paroisse de L'Estaque en 1854 et, aujourd'hui, à la paroisse de Marseille. La Chapelle est un lieu de pèlerinage début septembre. Elle a été peinte en 1866 par Paul Guigou.

### Église Saint-Pierre-ès-Liens

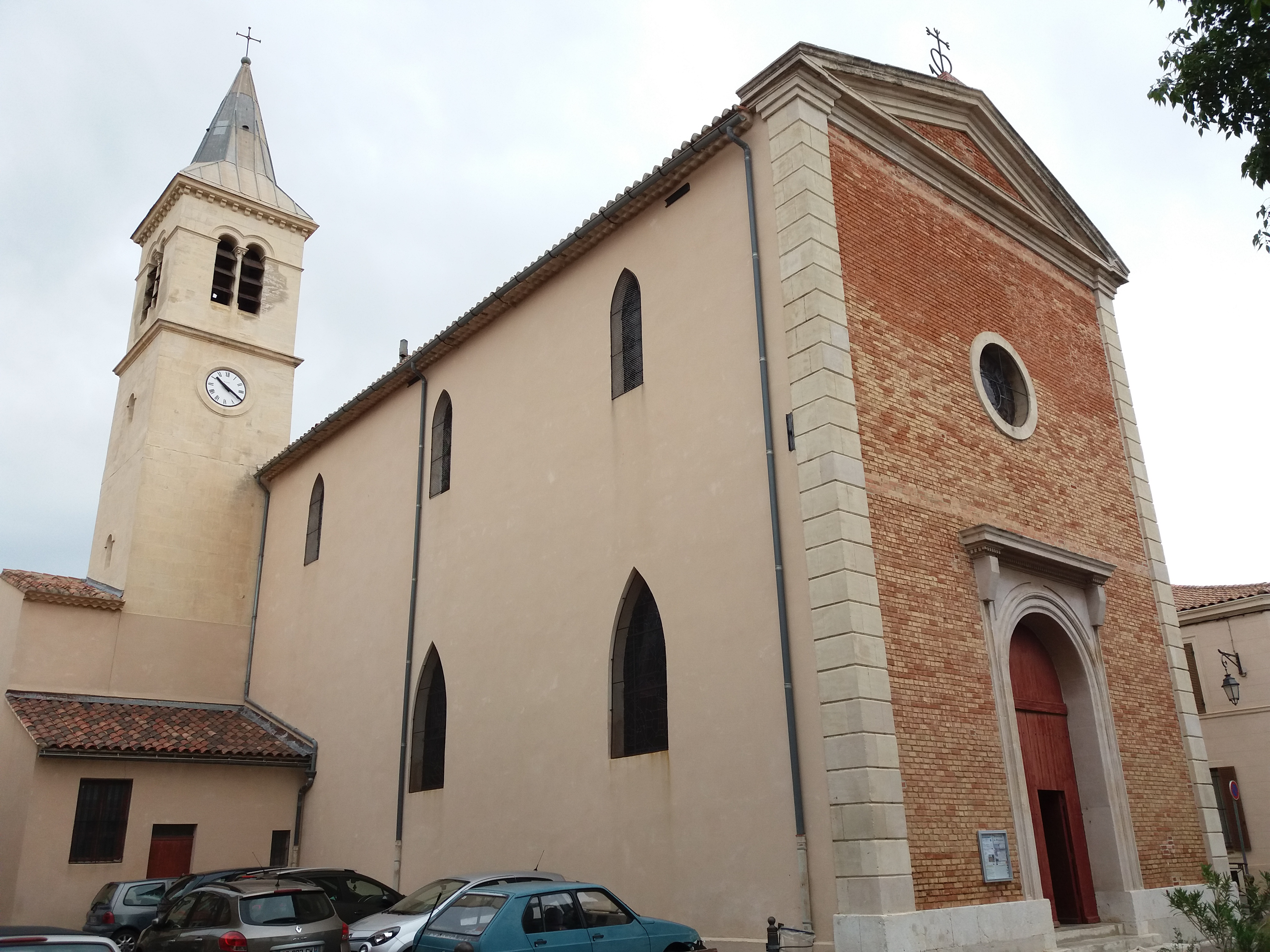
L'église Saint-Pierre-ès-Liens de l'Estaque place Malleterre.

L'église Saint-Pierre-ès-Liens de l'Estaque, de la place Malleterre, est consacrée au saint-patron Pierre et se nomme en provençal San Peiro l'Estaco. Elle a été dessinée par l'architecte Sixte Rey et construite en 1851 en maçonnerie enduite, avec une façade en briques apparentes. Le clocher est érigé en 1863 avec une cloche fondue à Marseille par l'atelier Toussaint Maurel. Si l'architecture est un exemple classique des églises de la banlieue marseillaise du XIXe siècle, sa construction a surtout marqué l'indépendance de L'Estaque vis-à-vis de la paroisse de Séon Saint-Henri (depuis 1809), dans une période d'importante croissance économique et démographique.

### L'exploration sous-marine
L'aventure de l'exploration sous-marine débute à Marseille. Dans les années 1960, le Centre d'études marines avancées (CEMA) du commandant Jacques Cousteau installe une base sous-marine à L'Estaque avec son Centre hyperbare. Le site est ultérieurement consacré à la recherche scientifique et à la conception de petits sous-marins civils affectés principalement à l'exploration océanographique et à l'exploitation pétrolière, par la Compagnie maritime d'expertises (COMEX) et la CNEXO (devenu IFREMER). Dans les années 1970, la société Intersub spécialisée dans le travail sous-marins pour l'exploitation pétrolière s'installe dans le quartier Château Bovis. En 2009, le Département des recherches archéologiques subaquatiques et sous-marines (DRASSM) du Ministère de la Culture installe son siège en bordure de l'Espace Mistral. En 2011, la société Subsea Tech, spécialisée dans la technologie marine et sous-marine s'installe sur le quai de la Lave, dans le quartier des Riaux.

### Musée Monticelli

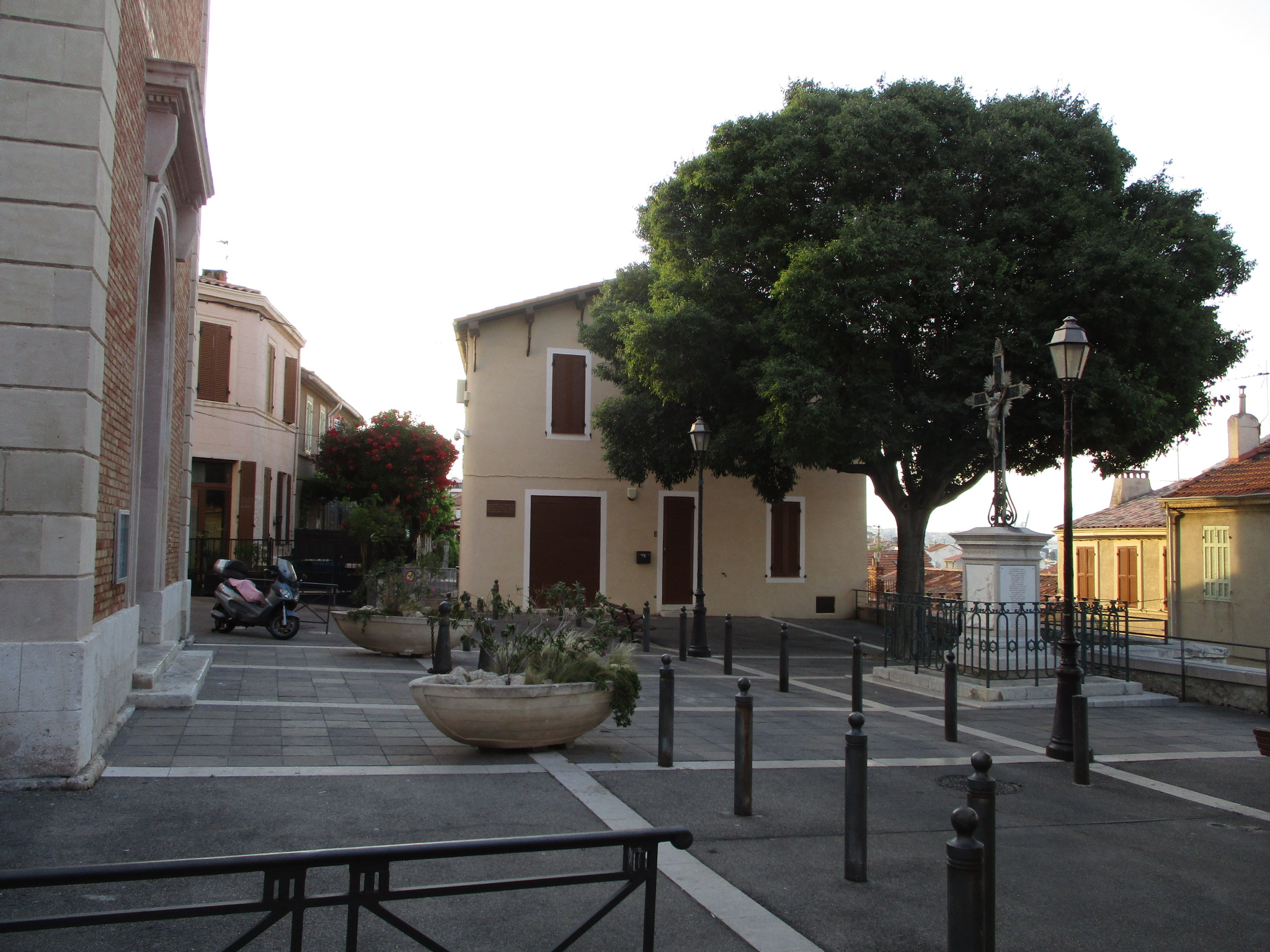
Maison de Cézanne à L'Estaque, voisine de l'église Saint-Pierre-ès-Liens de l'Estaque

Ce musée est ouvert depuis 2010, dans l'ancien fortin militaire (construit en 1861) du lieu-dit Corbière. Ce musée présente la collection privée du collectionneur Marc Stammegna consacrée à l'artiste peintre Marseillais Adolphe Monticelli (1824-1886). Ce musée a été fermé en 2016

### Maison de Paul Cézanne
Maison de Cézanne à L'Estaque (non ouverte au public). Le célèbre peintre provençal Paul Cézanne (1839-1906) séjourne régulièrement entre 1870 et 1883, dans cette maison louée par sa famille, sur la place de l'église Saint-Pierre-ès-Liens de l'Estaque, avec vue panoramique sur la mer Méditerranée, pour peindre les alentours. Une plaque commémorative marque ce lieu historique.

### Lieux et espaces culturels
Le Pôle des arts visuels
Le Pôle des arts visuels de la Maison des associations de l’Estaque (au 90, plage de l'Estaque) propose toute l'année des expositions de peintures, de dessins ou encore de photographies.
La Déviation
La Déviation est un lieu de vie, de travail et d’activités artistiques de 1 000 m2 : guinguette, ateliers de plasticiens, salle de répétition, atelier de constructions, bureaux, dortoirs pour les artistes en résidences, théâtre de verdure et jardin.
L'Harmonie de l'Estaque

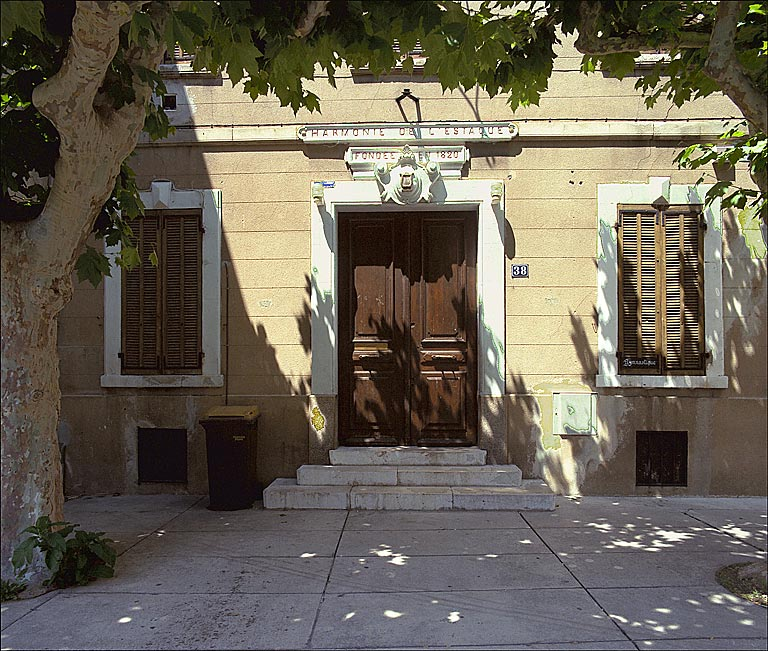
Les locaux de l'Harmonie de l'Estaque, au 38 rue Le Pelletier à Marseille.

L'Harmonie de l'Estaque-Gare a été fondée en 1820. C'est à l'origine l’abbé Chaillan, de la paroisse de Saint Henri, qui aurait fondé la chorale des enfants d’Orphée. Cela se serait passé en 1821 et aurait donné Naissance à L’Orphéeon et à la Sainte Cécile, deux harmonies du quartier de Saint-Henri. Ce n'est qu'au milieu du XIXe siècle que naquit officiellement ce qui deviendra L’Harmonie de l'Estaque Gare. À la suite de la loi de 1901, les sociétaires deviennent propriétaires des locaux situés au 38 de la rue Lepelletier dans le quartier de l’Estaque. Cette harmonie a connu tout au long de son histoire de nombreux succès, des palmes académiques aux trophées les plus prestigieux. Des chefs d’orchestre et des musiciens célèbres y ont travaillé, fait rayonner cette Harmonie, bien au-delà de l’Estaque. Dans les années 1970, l'Harmonie avait pratiquement disparue. Dans les années 1990, L'Harmonie s’est fixé comme but de renouer avec la musique, et c'est en 2004 que le ’’ Chœur Lyrique des enfants de l’Estaque ’’ s'est formé.
L'Harmonie de l'Estaque, accueille également en ses murs "les rendez vous de la contrée", lotos ainsi que du théâtre d'improvisation.
Rio Cinéma, PIC Télémaque
En 2010, l'opération Marseille Provence 2013 permet de voir naître le projet de réhabilitation de l'ancien cinéma le Rio et accueillir la compagnie musicale Pic Télémaque. L'espace est constitué d'une grande salle de 182 m2 et une plus petite de 65 m2, avec espaces modulables: cloisons amovibles, possibilité d’intégrer des gradins, appartement accolé pour l’hébergement des artistes.
Le Pôle Instrumental Contemporain (PIC) Télémaque est situé au cœur du quartier de l'Estaque Riaux, 36, montée Antoine Castejon.
Cinéma l'Alhambra

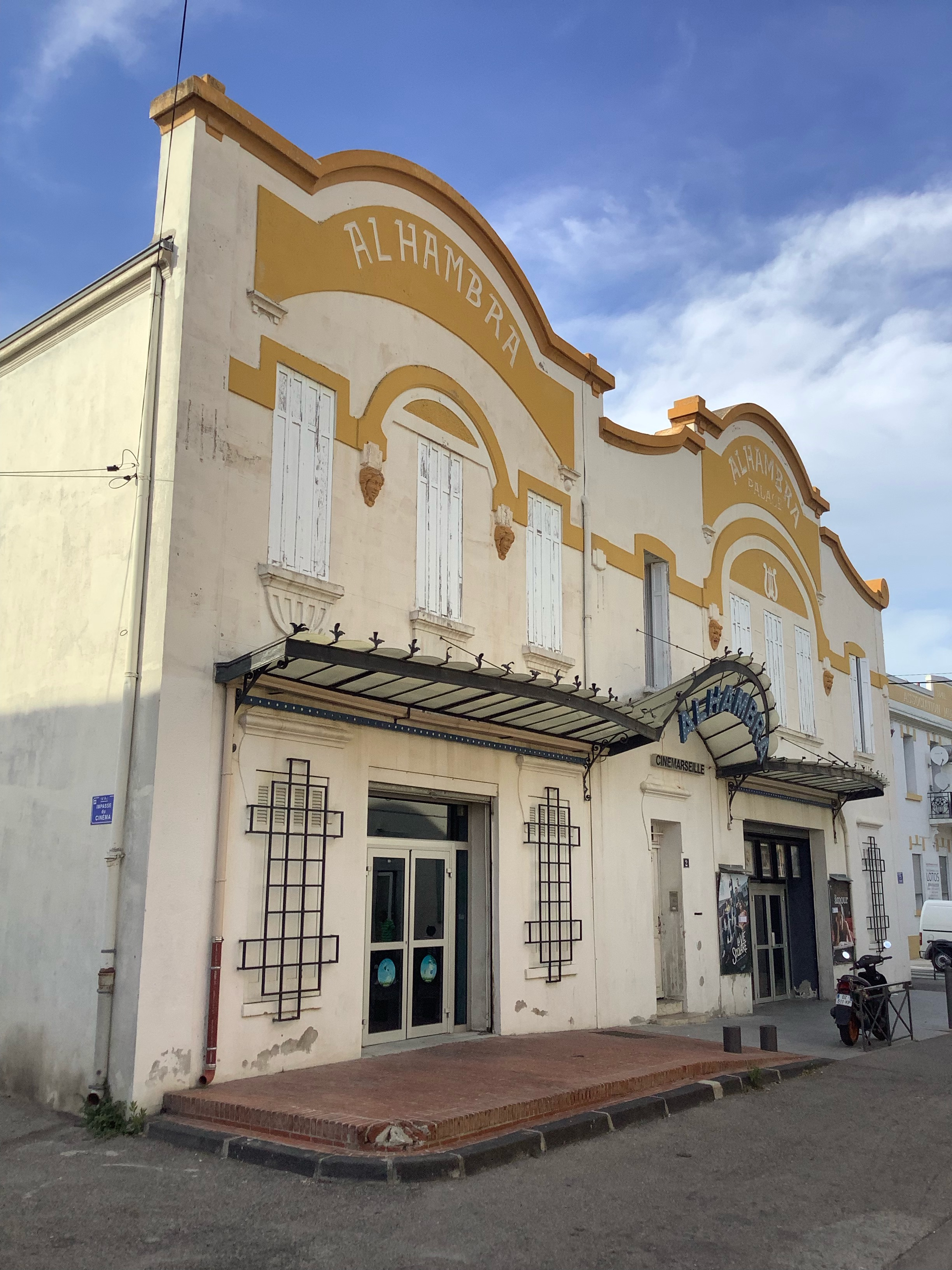
L'Alhambra, la salle de cinéma d'art et d'essai préférée des spectateurs français.

Une part importante de l'offre culturelle est proposée par l'Alhambra avec un programme permanent de projection de documentaires et films d'auteur, des ateliers et rencontres, et durant l'été des projections en plein air.
Tout comme La Machine Pneumatique, l'Alhambra est situé à St Henri, tout proche de l'Estaque. C'est un des plus anciens cinémas de Marseille, construit en 1928 dans les quartiers Nord, il possède une façade très caractéristique des établissements des années 1930. Fermée en 1980, la salle a été réhabilitée en 1990 sous la pression des communistes et rénové en 2011. Accueillant 232 fauteuils avec un écran de 12 mètres sur 7 et un espace d’exposition, L’Alhambra, membre du réseau Cinémas du Sud et label jeune public est classé Art et Essai.
En 2018, une enquête de Médiamétrie classe l'Alhambra salle de cinéma d'art et d'essai préférée des spectateurs français.
Fête de L'Estaque
Organisée chaque année début septembre, c'est une fête populaire qui rassemble diverses activités du quartier et des associations locales durant deux ou trois jours : joutes nautiques, animations de rues, concert et bal, feux d'artifice, etc.
En 2010, cette fête aurait rassemblé près de 20 000 personnes, selon le comité de quartier. Au mois de juin, le festival Estaqu'Arts met en avant l'histoire des peintres à L'Estaque (1870-1914), et expose les artistes locaux, essentiellement amateurs. Durant l'année, diverses fêtes plus modestes rassemblent le voisinage des « petits quartiers » de L'Estaque.

#### Festival
L'Estaque a vu naître le  Festival international du dessin de presse, de la caricature et de la satire (FIDEP). En 2018, la 7e édition était consacrée au thème de la migration et de la liberté d'expression. Une partie était également consacrée au droit des femmes. En 2019, la 8e édition a lieu du 23 au 29 septembre, avec un focus sur les Gilets Jaunes et orange, mais aussi sur les migrants. Le festival a réuni des dessinateurs venus de plusieurs pays du monde, comme Barrigue (Suisse), Bonfim (Brésil), Shahrok Heidara (Iran), Hamra (Syrie), Rafagé (Belgique), NOL (Hollande), Sabaaneh (Palestine), Nimi (Israël), Willis from Tunis (Tunisie) et Batti (Corse), Beaunez, Bezot, Biz, Bobika, Charmag, Daullé, Dieu, Djony, Fathy, Gillian, îoO, Kurt, Lardon, Morelle, NC, Pakman, Raffa, Red ! Renault, Thomi, Trax, Phil Umdenstock, Roxy, Yas, Ysope[réf. nécessaire].

### Inspirations artistiques (littérature, cinéma...)
En plus de l'intense activitė picturale décrite plus haut dans la section Le paysage des peintres (1870-1914), l'Estaque a été source d'inspiration pour d'autres œuvres artistiques ou culturelles :
- La nouvelle Naïs Micoulin (1883) d'Émile Zola
- les films de René Allio, dont La Vieille Dame indigne (1965)
- les films de Robert Guédiguian, notamment Marius et Jeannette (1997), Dernier Eté (1981), Les Neiges du Kilimandjaro (2011), La Pie voleuse (2024).
- la série de bande-dessinée Un conte de L'Estaque par Emmanuel Proust. Adaptation des films de Guédiguian[56].

### Autres

#### Ancienne caserne des douaniers
Construite dans la seconde moitié du XVIIIe siècle, c'est l'un des plus anciens bâtiments de L'Estaque-Plage. Il héberge aujourd'hui la Maison des associations

#### Ferme Turc
Située à La Nerthe, c'est la seule exploitation agricole bien conservée. Reconstruite en 1914, elle existait déjà en 1819.

#### Château Fallet
Une bastide du XVIIe, devenue au XXe un hôtel de luxe. C'est aujourd'hui une résidence privée.

#### Villa La Palestine
Une folie architecturale de style oriental, demeure bourgeoise construite en 1905. Cette propriété privée située à l'Estaque Plage est inscrite aux monuments historiques.

#### Ruines du château de la Nerthe, dit «château de l'Air»
Les vestiges d'une ferme fortifiée du Moyen Âge, situés dans le hameau de La Nerthe.

#### Domaine de Cossimont
Dans la colline de La Nerthe, une ancienne maison de maître aujourd'hui en ruine. Ancienne propriété de l'usine La Coloniale, elle a abrité, dans les années 1960, une colonie de vacances réservée aux enfants des ouvriers.

## Population et société

### Démographie
Les recensements de population de 1872 et 1876 concernent les quartiers de L'Estaque, la Fontaine des Tuiles, la gare, le Vallon des Riaux et La Nerthe. À partir de 1990, les recensements par l'INSEE concernent le « grand quartier de L'Estaque » composé des IRIS 101 à 105 : Château Bovis, Château Fallet, Fenouil Sacoman, Saumaty et La Nerthe ; en sont exclus Les Riaux (qui compte 614 hab. en 2012).
| 1818 | 1872  | 1876  | 1931   |
| ---- | ----- | ----- | ------ |
| 328  | 1 287 | 1 625 | 13 536 |

| 1982  | 1990  | 1999  | 2006  |
| ----- | ----- | ----- | ----- |
| 7 574 | 6 271 | 5 994 | 6 010 |

| 2007  | 2012  | - | - |
| ----- | ----- | - | - |
| 6 093 | 6 391 | - | - |

En 2006, l'INSEE dénombrait à L'Estaque 1 707 familles, dont 320 familles monoparentales (18,73 %) et 1442 familles avec au moins 4 enfants (2,49 %), soit un taux de familles monoparentales inférieur à l'arrondissement (21,52 %) et à l'ensemble de Marseille (21,81 %), et un taux de familles avec au moins 4 enfants inférieur à l'arrondissement (4,02 %) et au reste de Marseille 3,94 %.
Les chiffres de population de L'Estaque par tranches d'âge en 1999 font apparaître une population plus âgée que dans l'ensemble de Marseille et le 16e arrondissement :
| Quartier        | 0-19 ans | 20-39 ans | 40-59 ans | 60-74 ans | 75 ans et + |
| --------------- | -------- | --------- | --------- | --------- | ----------- |
| L'Estaque       | 20,75 %  | 26,96 %   | 24,12 %   | 17,82 %   | 10,34 %     |
| Arrondissement  | 23,99 %  | 27,39 %   | 23,17 %   | 15,65 %   | 9,80 %      |
| Total Marseille | 23,16 %  | 28,67 %   | 24,84 %   | 14,18 %   | 9,16 %      |

| Hommes | Classe d’âge | Femmes |
| ------ | ------------ | ------ |
| 261    | 75 ou +      | 359    |
| 456    | 60 à 74 ans  | 612    |
| 719    | 40 à 59 ans  | 727    |
| 623    | 25 à 39 ans  | 662    |
| 169    | 19 à 24 ans  | 162    |
| 652    | 0 à 19 ans   | 592    |

### Politique

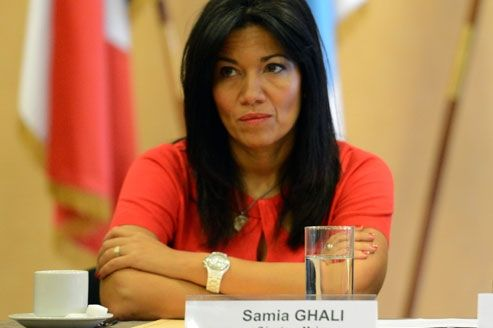
Samia Ghali, sénatrice et maire du 8e secteur de Marseille.

Longtemps bastion du communisme, L'Estaque élit aujourd'hui des représentants socialistes.
Le quartier est rattaché au huitième secteur de Marseille, dont la maire est depuis 2008 Samia Ghali (également sénatrice), et au canton de Marseille-Verduron dont le conseiller général est depuis 2001 Henri Jibrayel.
L'Estaque fait partie de la septième circonscription des Bouches-du-Rhône dont le député est Saïd Ahamada.

### Gestion de l'environnement

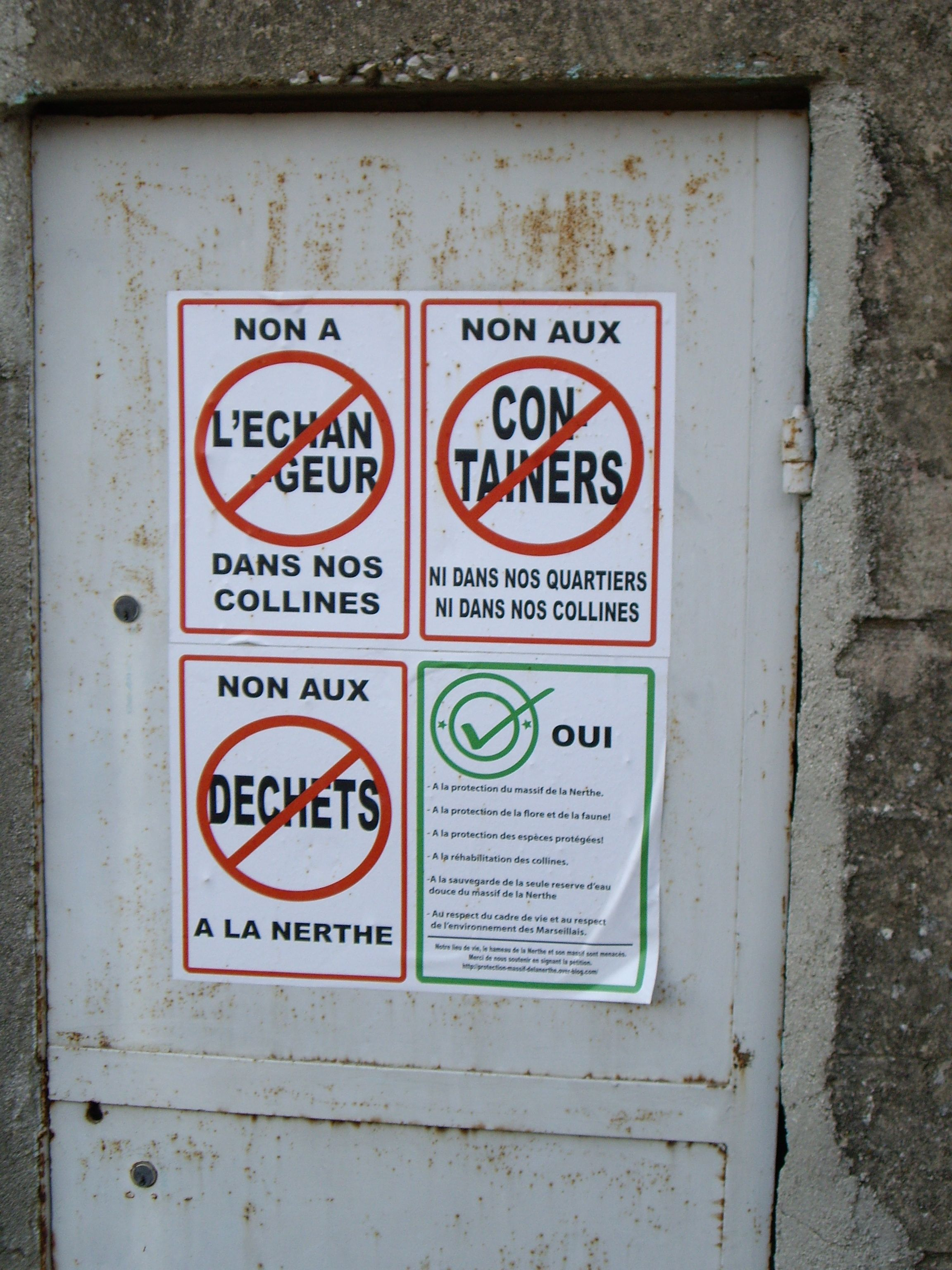
Affiches de protestation en 2011 contre des projets à La Nerthe : dépôt de containers, échangeur autoroutier et déchèterie.

Plan d'exposition au bruit de l'aéroport Marseille Provence (juillet 2006)

Parmi les différents aspects de la gestion environnementale de Marseille, certains touchent plus spécifiquement le quartier de L'Estaque :
- Les problèmes de nuisance sonore du transport aérien entre L'Estaque et l'aéroport de Marignane[63]
- Les travaux de dépollution des sols des anciens sites industriels (plomb, arsenic)[64], ainsi que les études sur les risques d'empoisonnement des habitants[65].
- La protection de la qualité de l'air : poussières de carrière et chantiers[66], pollution des paquebots de croisière[67]
- Les projets liés à la collecte des déchets et eaux usées
- La qualité des eaux de baignade des plages de Corbière ou les projets d'extension des plages[68]
- La protection du patrimoine naturel des collines, et notamment la prévention des incendies d'été.

### Sports

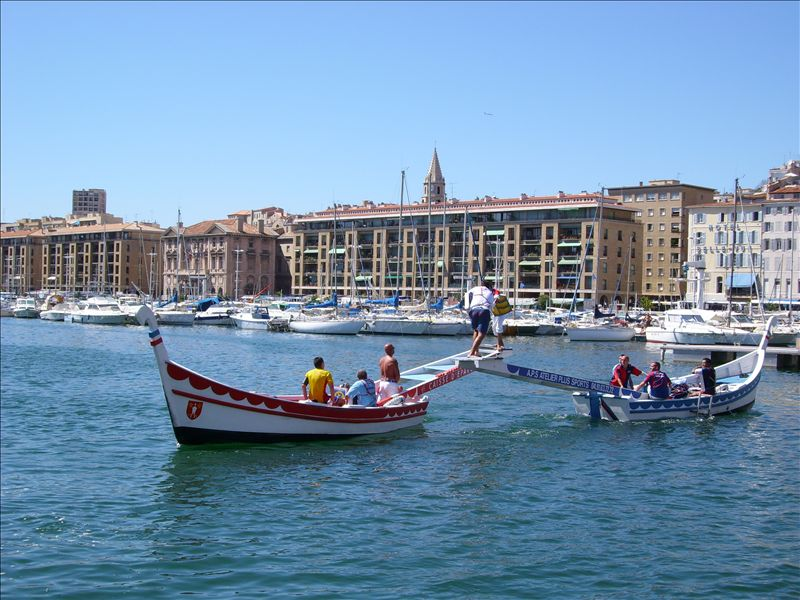
Pratique de la joute provençale par la Fine Lance Estaquéenne dans le Vieux-Port de Marseille.

Le sport est représenté à L'Estaque essentiellement par les sports nautiques (voile, aviron, joute, plongée), la pratique de la pétanque (plusieurs terrains et associations), puis des sports tels que les arts martiaux (judo, karaté, nanbudo, etc). Les infrastructures sportives comportent également le gymnase Rabelais et le stade Vernazza, affectés à la pratique scolaire (football, basket-ball), et le bâtiment de l’Union musicale et sportive L'Estaque Plage (créée par des pêcheurs en 1896).
La Fine Lance Estaquéenne est l'équipe de joute nautique provençale, une activité sportive traditionnelle dont les tournois sont rapportés par la presse locale. L'équipe pratique dans le Vieux-Port de Marseille ou le port de L'Estaque. Elle participe au championnat de France, et au championnat de Provence contre les équipes d'Istres, Fos-sur-mer, Martigues, Port-de-Bouc et Port-Saint-Louis-du-Rhône.
Le Cercle d'aviron de Marseille est situé à L'Estaque. Ce club d'aviron compte plus de 400 licenciés, il a obtenu le label « École française d'aviron 3 étoiles » (ce label est renouvelable périodiquement à condition de satisfaire aux critères fédéraux) et est l'un des clubs les plus titrés de France. L'aménagement du port de L' Estaque est privilégié pour la pratique de l'aviron, avec les longues digues de l'ancien canal de Marseille au Rhône précédant le tunnel du Rove depuis les années 1920. En plus de l'apprentissage de ce sport, le club gère l'entrainement de compétiteurs de haut-niveau. Le club a ainsi formé sept champions du monde, un sélectionné olympique, plus d'une centaine d'internationaux seniors ou juniors et plus d'une centaine d'équipages champions de France.
L'Aviron est aussi proposé par Le Rowing Club de Marseille :     Le Rowing Club de Marseille  est une association sportive centenaire reconnue d’utilité publique située au cœur de la cité phocéenne dans l’Anse de la Réserve.
La pratique de la voile est organisée entre L'Estaque et Corbière autour de plusieurs écoles et clubs nautiques : la Société nautique Estaque Mourepiane (SNEM), la Société nautique de L'Estaque, le centre municipal de voile de Corbière, l'école de croisière Voile Impulsion, ou Lei Pescadou de l'Estaco qui pratique la voile latine sur des bateaux traditionnels.

### Santé
Dans le quartier sont situés les cabinets d'une dizaine de médecins généralistes et de plusieurs dentistes, ainsi que trois pharmacies (plage de L'Estaque, rue Pelletier), des bureaux de l'Association interprofessionnelle de médecine du travail (AIMT, 2 allée Sacoman), et un centre de thalassothérapie (149 plage de L'Estaque). Le centre hospitalier le plus proche est l'Hôpital Nord (CHU), dans le quartier Saint-Antoine (15e).

### Administration et services
À L'Estaque sont situés un bureau de poste, un commissariat de police, plusieurs agences bancaires, des agences immobilières, une station de taxi, une maison des associations (La Palette Estaquéenne) et une maison municipale d'arrondissement. La mairie des 15e et 16e arrondissements est situé au 246 boulevard de Lyon (15e). Aucune bibliothèque municipale n'est située à L'Estaque, mais le quartier est desservi par un bibliobus urbain.

### Enseignement
Rattaché à l'Académie d'Aix-Marseille, le quartier de L'Estaque dénombre plusieurs établissements d'enseignement public et privé :
- École maternelle publique (33 boulevard Fenouil)
- École maternelle publique (boulevard de la Falaise)
- École maternelle publique (23 bd Albin Bandini)
- École élémentaire de L'Estaque Gare (43 boulevard Fenouil)
- École élémentaire de L'Estaque Plage (montée des Écoles)
- École privée mixte Saint-Joseph (27 chemin de la Nerthe)
- Collège public L'Estaque (348 rue Rabelais)
- Lycée professionnel régional (rue Rabelais)

### Cultes
Le culte catholique est assuré à l'église Saint-Pierre-ès-liens, rattachée à la paroisse de L'Estaque, secteur Littoral de l'archidiocèse de Marseille. Le culte protestant (évangélique) est assuré au Centre chrétien de L'Estaque (2 allée Sacoman).
Le culte musulman est assuré à la mosquée de L'Estaque (35 rue de la Redonne), plus ancien lieu de culte musulman de Marseille (années 1950).

## Économie

### Revenu fiscal
En 2005, le revenu fiscal médian par unité de consommation du 16e arrondissement était de 12 565 euros. Pour L'Estaque, il s'étalait de 7930 à 14 340 euros pour les zones Château Fallet, Fenouil Sacoman, Saumaty et de 14340 à 19 440 euros pour les zones Château Bovis et La Nerthe.
En 2007, le revenu fiscal moyen par unité de consommation (UC) est de 18 257 euros pour l'ensemble de Marseille. Il est de 19 298 euros à Château Bovis (992 UC), 16 970 euros à Château Fallet (1171 UC) et 17 257 euros à Fenouil Sacoman (1261 UC), mais cette donnée n'est pas disponible pour Saumaty (153 UC) et La Nerthe (411 UC).
En 2007, 1011 ménages n'étaient pas imposables, pour les zones Château Bovis, Château Fallet et Fenouil Sacoman.

### Population active
En 2006, la population active de L'Estaque comptait 2 510 personnes, dont 407 chômeurs (16,20 %), soit un taux de chômage inférieur aux 16e arrondissement (20,30 %) et à l'ensemble de Marseille (18,23 %). Les bénéficiaires de la couverture maladie universelle (CMU) représentaient 17,06 % de la population (Marseille : 18,39 %).
La population âgée de 15 ans et plus s'élevait en 2006 à 4 575 personnes, parmi lesquelles on comptait 1 622 sans diplômes soit 35,45 %, avec 84,46 % de sans diplômes dans l'IRIS Saumaty et 22,27 % dans l'IRIS La Nerthe, soit un taux supérieur à l'ensemble de Marseille (25,27 %). Sur cette population, on comptait 476 personnes diplômées bac+3 soit 10,40 % (14,13 % dans La Nerthe, 7,79 % dans Fenouil Sacoman), soit un taux inférieur à l'ensemble de Marseille 13,44 %.

### Entreprises
Le quartier a une fonction essentiellement résidentielle, avec peu d'entreprises. La majorité de la population active travaille hors de L'Estaque notamment au centre de Marseille, à Aix-en-Provence ou dans des communes limitrophes.
Des projets récent d'aménagement et urbanisme ont conduit à la création de la zone franche urbaine (ZFU) urbaine L'Estaque-Somaty, au sud du quartier, et à une zone d'activité où s'implantent depuis quelques années des petites et moyennes entreprises.
En 2009, L'Estaque comptait 379 entreprises et établissements (dont publics et administrations), dont 117 établissements avec salariés, et 9 établissements avec plus de 50 salariés. Parmi les établissements de sociétés renommées on trouve :
- la Comex (explorations sous-marines)
- La carrière Lafarge, dernière usine en activité (ancienne usine « La Coloniale » de 1913 )[74]

### Commerce

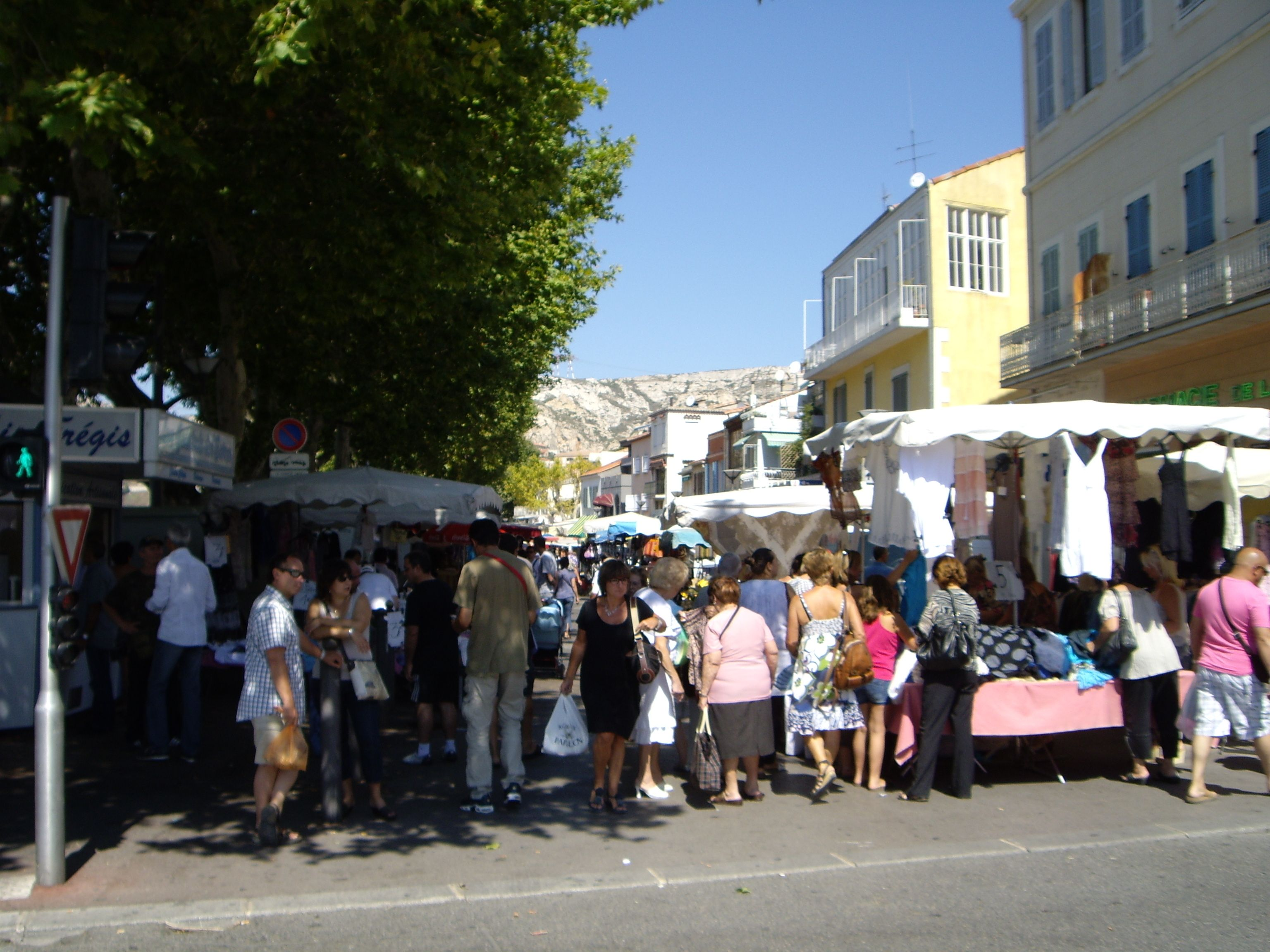
Marché de L'Estaque.

La dizaine de petits commerces de L'Estaque est presque exclusivement de type alimentaire : boulangeries, maraîchers, boucheries, épiceries et petits supermarchés. La plupart de ces commerces sont situés sur une allée de la route de la Plage, un segment de route doublée de larges trottoirs et planté de platanes. Cette section fait office de rue principale, bordée de bars, de restaurants, de sociėtés de services telles que des banques ainsi que d'échoppes diverses. Le samedi matin, c'est également l'emplacement d'un marché traditionnel qui contribue à l'ambiance pittoresque du quartier : il propose des produits du terroir, des vêtements, de l'artisanat régional et du petit équipement.
L'essentiel de l'offre commerçante — alimentaire et équipement — est proposé au centre commercial Marseille Grand Littoral, le plus grand centre de la région, composé d'environ 200 commerces. Situé dans le quartier voisin et accessible rapidement en bus, il fait office de commerce de proximité pour les habitants de L'Estaque. De manière secondaire, la zone commerciale de Plan de Campagne, distante de quelques kilomètres, propose elle aussi de nombreux commerces.

### Tourisme

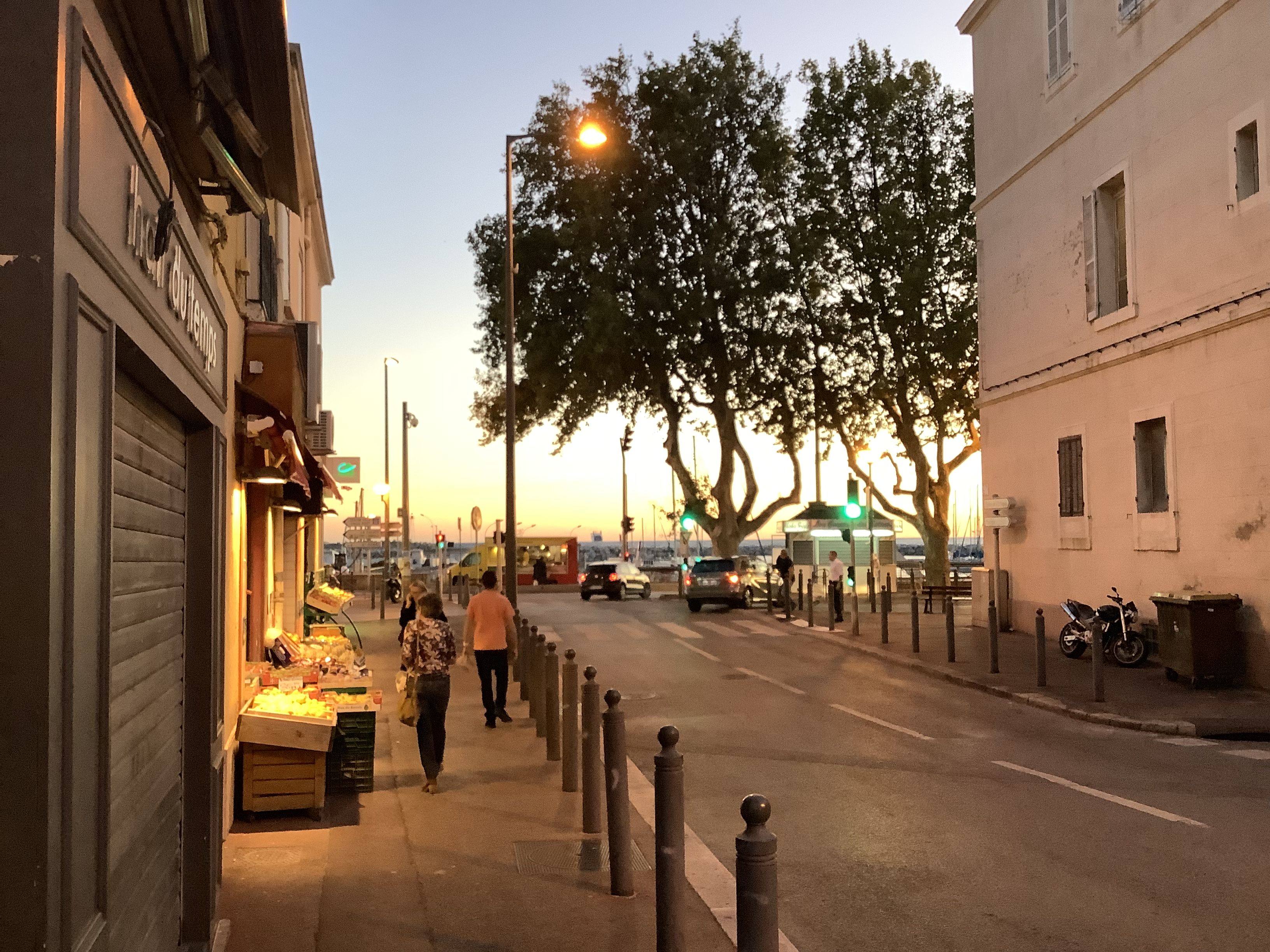
En soirée, l'Estaque-Plage est également une destination populaire.

Rendu célèbre par le film Marius et Jeannette (1997), l'Estaque est un port de banlieue aux airs de village fort fréquenté l'été par les touristes ainsi que par les Marseillais qui aiment s'y promener le long de l'allée principale de l'Estaque-Plage, se désaltérer dans ses bars conviviaux et déguster ses panisses — des tranches de purée de pois chiches frites — ou ses chichis frégis, sortes de beignets saupoudrés de sucre. Ou encore s'attabler dans la dizaine de restaurants qui proposent des spécialités de poisson et de fruits de mer, ainsi que des plats traditionnels.
Le quartier regorge de bateaux et ses plages offrent une belle vue sur Marseille, avec en toile de fond les collines de la chaîne de l'Estaque. De 1860 à 1920, de nombreux peintres s'y sont succédé, tels Paul Cézanne, Georges Braque  et André Derain et le circuit « Promenade des peintres » fait découvrir les lieux où ils résidèrent ou trouvèrent l'inspiration.
Les hauteurs de l'Estaque et ses collines sont généralement ignorées, en raison certainement d'un paysage altéré par les friches industrielles, les incendies de forêt successifs (disparition des massifs de pins remplacés par de la garrigue), ou un panorama vers l'est de Marseille marqué par l'urbanisme.
Durant la saison estivale, les plages de Corbières — l'ensemble des trois plages des quartiers Nord situées au-delà de l'Estaque (la plage de la Lave, la plage de la Batterie et la plage du Fortin) — attirent également de nombreux Marseillais.

### Ouvrages et sources utilisés pour la rédaction de l'article
- Alfred Saurel, La Banlieue de Marseille, Jeanne Laffite, 1995 (ISBN 2-86276-268-7). Texte extrait de Alfred Saurel, Dictionnaire des villes, villages et hameaux du Département des Bouches-du-Rhône, 1878
- Henri Carvin, Entre mer et colline : un avenir se dessine... L'histoire du Nord de Marseille, Marseille, DAC 15-16e, 1994 (ISBN 2-9508099-1-X)
- Laurent Damonte, L’Estaque, mon village au temps des pite-mouffe, Marseille, Paul Tacussel, 1993, 154 p. (ISBN 2-903963-67-3)
- Collège-Quartier, L'Estaque au temps des peintres : 1870-1914, 1985 (BNF 34781862)
- Ministère de la Culture, base Mérimée : fiches signalétiques de l'inventaire général du patrimoine culturel (fiches pour L'Estaque)

### Autres ouvrages et sources
- Max Escalon de Fonton, « Les Grottes de Riaux, massif de la Nerthe-Marseille », Bulletin du Musée d'histoire naturelle de Marseille, vol. IX, no 1,‎ 1949, p. 21-62
- Nicolas Cendo et Véronique Serrano, L'Estaque : naissance du paysage moderne, 1870-1910, Réunion des musées nationaux, 1993 (ISBN 978-2-7118-2967-5)
- Renaud Gallimard, « Réhabilitation des friches industrielles et zones d'activités à Marseille », dans Rives méditerranéennes, no 4, 2000. consulter en ligne
- Catalogue de ressources documentaires : Mémoire du territoire - Marseille Littoral Nord, ACT, 2011. consulter en ligne

## Liens
- Notices d'autorité :   - VIAF
  - LCCN
  - Israël